# Salzkammergutbahn
| Ein Regionalzug bei Altmünster. |                                                                              |                                                        |                                                        |
| |                                                                              |                                                        |                                                        |
| Streckennummer: | 206 01 Stainach-Irdning–Attnang-Puchheim 206 02 Attnang-Puchheim–Schärding   |                                                        |                                                        |
| Kursbuchstrecke (ÖBB): | 170 (Attnang-Puchheim – Stainach-Irdning) 171 (Attnang-Puchheim – Schärding) |                                                        |                                                        |
| Streckenlänge: | 174,1 km                                                                     |                                                        |                                                        |
| Spurweite: | 1435 mm (Normalspur)                                                         |                                                        |                                                        |
| Stromsystem: | Stainach-Irdning–Attnang-Puchheim: 15 kV 16,7 Hz ~                           |                                                        |                                                        |
| Maximale Neigung: | 28 ‰                                                                         |                                                        |                                                        |
| Minimaler Radius: | 190 m                                                                        |                                                        |                                                        |
| Streckengeschwindigkeit: | 100 km/h                                                                     |                                                        |                                                        |
| Zugbeeinflussung: | PZB                                                                          |                                                        |                                                        |
| |                                                                              |                                                        |                                                        |
| \| \| \| Ennstalbahn von Selzthal \| \| \| \| 0,374 \| Stainach-Irdning \| 645 m ü. A. \| \| \| \| Ennstalbahn nach Bischofshofen \| \| \| \| 2,870 \| Unterburg-Galerie (16 m) \| Unterburg-Galerie (16 m) \| \| \| 2,896 \| Unterburg-Tunnel (185 m) \| Unterburg-Tunnel (185 m) \| \| \| 3,726 \| Pürgg \| 714 m ü. A. \| \| \| 3,795 \| Burgstaller-Galerie I (20 m) \| Burgstaller-Galerie I (20 m) \| \| \| 3,815 \| Burgstaller-Tunnel (335 m) \| Burgstaller-Tunnel (335 m) \| \| \| 6,817 \| Lessern (14. Dez. 2003 aufgelassen) \| Lessern (14. Dez. 2003 aufgelassen) \| \| \| \| Wallersbachbrücke (über den Mühlbach) \| \| \| \| \| Grimming \| \| \| \| 9,651 \| Tauplitz (bis 1961 Klachau-Tauplitz) \| Tauplitz (bis 1961 Klachau-Tauplitz) \| \| \| 10,36710,365 \| Fehlerprofil (-2 m) \| Fehlerprofil (-2 m) \| \| \| 10,795 \| Schiflugschanze Kulm Saisonhaltestelle \| Schiflugschanze Kulm Saisonhaltestelle \| \| \| 14,691 \| Bad Mitterndorf (bis 1972 Mitterndorf-Zauchen)[Anm. 1] \| Bad Mitterndorf (bis 1972 Mitterndorf-Zauchen)[Anm. 1] \| \| \| 16,108 \| Bad Mitterndorf-Heilbrunn [Anm. 1] \| Bad Mitterndorf-Heilbrunn [Anm. 1] \| \| \| \| Anschluss Sägewerke Grubeck (ca. 1975 aufgelassen) \| \| \| \| 20,86920,872 \| Fehlerprofil (-3 m) \| Fehlerprofil (-3 m) \| \| \| 23,166 \| Kainisch [Anm. 1] \| Kainisch [Anm. 1] \| \| \| 23,53523,538 \| Fehlerprofil (-3 m) \| Fehlerprofil (-3 m) \| \| \| 27,961 \| Anschlussbahn (Awanst) Saint-Gobain Rigips \| Anschlussbahn (Awanst) Saint-Gobain Rigips \| \| \| \| Kainischtraun \| \| \| \| 29,775 \| Bad Aussee \| 641 m ü. A. \| \| \| 30,00930,011 \| Fehlerprofil (-2 m) \| Fehlerprofil (-2 m) \| \| \| \| Traun \| \| \| \| \| \| \| \| \| \| Landesgrenze Steiermark / Oberösterreich \| \| \| \| \| Mühlwehrstein-Tunnel (56 m) \| \| \| \| \| Traun \| \| \| \| 36,914 \| Sarstein-Tunnel (201 m) \| Sarstein-Tunnel (201 m) \| \| \| 37,76037,846 \| Fehlerprofil (-86 m) \| Fehlerprofil (-86 m) \| \| \| \| \| \| \| \| 37,920 \| Obertraun-Koppenbrüllerhöhle \| 527 m ü. A. \| \| \| 40,935 \| Obertraun-Dachsteinhöhlen \| 514 m ü. A. \| \| \| 43,216 \| Hallstatt Schiffsanschluss \| 514 m ü. A. \| \| \| \| zum Ort am Seeufer gegenüber \| \| \| \| \| Wehrgrabenbrücke über den Hallstätter See \| \| \| \| 43,645 \| Wehrgraben-Galerie (28 m) \| Wehrgraben-Galerie (28 m) \| \| \| 43,673 \| Wehrgraben-Tunnel (165 m) \| Wehrgraben-Tunnel (165 m) \| \| \| 46,324 \| Obersee (bis 1982 Gosaumühle) \| Obersee (bis 1982 Gosaumühle) \| \| \| 50,435 \| Steeg-Gosau \| 513 m ü. A. \| \| \| 53,710 \| Bad Goisern (ehem. Bf) \| 497 m ü. A. \| \| \| 55,996 \| Goisern Jodschwefelbad \| Goisern Jodschwefelbad \| \| \| 56,30056,303 \| Fehlerprofil (-3 m) \| Fehlerprofil (-3 m) \| \| \| 56,68756,685 \| Fehlerprofil (+2 m) \| Fehlerprofil (+2 m) \| \| \| \| Traun \| \| \| \| 58,140 \| Lauffen \| Lauffen \| \| \| \| Traun \| \| \| \| \| ehemalige Salzkammergut-Lokalbahn \| \| \| \| 62,077 \| Bad Ischl Frachtenbahnhof (Betriebsausweiche) \| Bad Ischl Frachtenbahnhof (Betriebsausweiche) \| \| \| 62,876 \| Ischler Tunnel (74 m) \| Ischler Tunnel (74 m) \| \| \| \| Traun \| \| \| \| 63,480 \| Bad Ischl \| 468 m ü. A. \| \| \| \| Traun \| \| \| \| \| Rettenbach \| \| \| \| 66,411 \| Anschlussbahn (Awanst) \| Anschlussbahn (Awanst) \| \| \| 68,009 \| Mitterweißenbach (PV bis 14. Dez. 2019) \| 453 m ü. A. \| \| \| 71,934 \| Langwies (PV bis 11. Dez. 2021) \| Langwies (PV bis 11. Dez. 2021) \| \| \| 74,740 \| Lahnstein (12. Dez. 2021 aufgelassen) \| Lahnstein (12. Dez. 2021 aufgelassen) \| \| \| 74,85074,852 \| Fehlerprofil (-2 m) \| Fehlerprofil (-2 m) \| \| \| 75,164 \| Anschlussbahn (Awanst) \| Anschlussbahn (Awanst) \| \| \| 75,443 \| Anschlussbahn (Awanst) \| Anschlussbahn (Awanst) \| \| \| 75,57175,579 \| Fehlerprofil (-8 m) \| Fehlerprofil (-8 m) \| \| \| 76,420 \| Anschlussbahn \| Anschlussbahn \| \| \| \| Offenseebahn \| (bis 1954) \| \| \| 76,445 \| Steinkogel (früher Bf[1]) \| Steinkogel (früher Bf[1]) \| \| \| 77,75677,752 \| Fehlerprofil (+4 m) \| Fehlerprofil (+4 m) \| \| \| 77,92977,951 \| Fehlerprofil (-22 m) \| Fehlerprofil (-22 m) \| \| \| 79,490 \| Ebensee \| 426 m ü. A. \| \| \| \| Traun \| \| \| \| 80,510 \| Ebensee Landungsplatz \| Ebensee Landungsplatz \| \| \| 81,493 \| Sonnstein-Tunnel (1428 m) \| Sonnstein-Tunnel (1428 m) \| \| \| 83,128 \| Siegesbach-Tunnel (224 m) \| Siegesbach-Tunnel (224 m) \| \| \| 83,599 \| Forst-Tunnel (110 m) \| Forst-Tunnel (110 m) \| \| \| 84,146 \| Traunkirchen Ort \| Traunkirchen Ort \| \| \| 84,327 \| Kalvarienberg II-Tunnel (159 m) \| Kalvarienberg II-Tunnel (159 m) \| \| \| 85,640 \| Stein-Tunnel (90 m) \| Stein-Tunnel (90 m) \| \| \| 86,015 \| Traunkirchen \| 440 m ü. A. \| \| \| 90,661 \| Altmünster am Traunsee \| Altmünster am Traunsee \| \| \| 95,360 \| Gmunden \| 479 m ü. A. \| \| \| \| (Übergang zur Straßenbahn Gmunden) \| \| \| \| 97,631 \| Pinsdorf \| Pinsdorf \| \| \| 98,01798,014 \| Fehlerprofil (+3 m) \| Fehlerprofil (+3 m) \| \| \| \| A1 West Autobahn \| \| \| \| 101,926 \| Aurachkirchen \| 441 m ü. A. \| \| \| \| Aurach \| \| \| \| 105,569 \| Wankham \| Wankham \| \| \| \| Westbahn von Salzburg \| \| \| \| 106,402106,102 \| Fehlerprofil +300 m \| Fehlerprofil +300 m \| \| \| 107,580 \| Attnang-Puchheim \| 415 m ü. A. \| \| \| \| Westbahn nach Wien \| \| \| \| \| Redlbach \| \| \| \| 109,504 \| Schrankenposten 87 \| Schrankenposten 87 \| \| \| 111,000 \| Lehen-Altensam \| Lehen-Altensam \| \| \| 113,432 \| Wolfshütte \| Wolfshütte \| \| \| 118,292 \| Ottnang-Wolfsegg \| 518 m ü. A. \| \| \| 121,248 \| Bergern \| 557 m ü. A. \| \| \| 124,423 \| Holzleithen ehem. Bf \| 601 m ü. A. \| \| \| \| nach Thomasroith \| \| \| \| 125,500 \| Hausrucktunnel (709,75 m) \| Hausrucktunnel (709,75 m) \| \| \| 127,669 \| Schrankenposten 101 \| Schrankenposten 101 \| \| \| 128,682 \| Hausruck ehem. Bf \| 580 m ü. A. \| \| \| \| Anschlussbahn (Awanst) Ziegelwerk Eberschwang \| \| \| \| 132,740 \| Eberschwang ehem. Bf \| 545 m ü. A. \| \| \| 135,977 \| Oberbrunn \| 501 m ü. A. \| \| \| 139,582 \| Anschlussbahn (Awanst) Angermayr Ges.mbH \| Anschlussbahn (Awanst) Angermayr Ges.mbH \| \| \| \| Innkreisbahn von Neumarkt-Kallham \| \| \| \| 140,572 \| Ried im Innkreis \| 451 m ü. A. \| \| \| \| Innkreisbahn nach Simbach am Inn \| \| \| \| 141,787 \| Anschlussbahn (Awanst) Scharoplan \| Anschlussbahn (Awanst) Scharoplan \| \| \| 142,649 \| Bad Ried \| Bad Ried \| \| \| 143,428 \| Anschlussbahn (Awanst) Eisen Wagner \| Anschlussbahn (Awanst) Eisen Wagner \| \| \| 143,471 \| Anschlussbahn (Awanst) Seifriedsberger Mineralöle \| Anschlussbahn (Awanst) Seifriedsberger Mineralöle \| \| \| 147,119 \| Anschlussbahn (Awanst) Minihuber \| Anschlussbahn (Awanst) Minihuber \| \| \| 147,162 \| Aurolzmünster Haltestelle \| Aurolzmünster Haltestelle \| \| \| \| \| \| \| \| 148,214 \| Aurolzmünster Ladestelle (ehem. Bahnhof Aurolzmünster) \| Aurolzmünster Ladestelle (ehem. Bahnhof Aurolzmünster) \| \| \| \| \| \| \| \| 152,098 \| St. Martin im Innkreis \| 378 m ü. A. \| \| \| 153,488 \| Anschlussbahn Peneder \| Anschlussbahn Peneder \| \| \| 155,430 \| Hart im Innkreis \| Hart im Innkreis \| \| \| 157,040 \| Anschlussbahn (Awanst) Transportbeton Eder \| Anschlussbahn (Awanst) Transportbeton Eder \| \| \| 159,082 \| Antiesenhofen \| 340 m ü. A. \| \| \| 161,182 \| Antiesen \| Antiesen \| \| \| 161,544 \| A8 \| A8 \| \| \| 162,313 \| Dietrichshofen \| Dietrichshofen \| \| \| 166,352 \| Suben ehem. Bf \| Suben ehem. Bf \| \| \| 166,666 \| Etzelshofer Bach \| Etzelshofer Bach \| \| \| 169,772 \| Anschlussbahn Weyland \| Anschlussbahn Weyland \| \| \| 170,235 \| Prammersdorf (4. Dez. 1948 aufgelassen) \| Prammersdorf (4. Dez. 1948 aufgelassen) \| \| \| 170,867 \| Pram \| Pram \| \| \| 171,120 \| Gopperding seit 1948 \| Gopperding seit 1948 \| \| \| \| Passauer Bahn von Wels \| \| \| \| 174,122 \| Schärding \| 314 m ü. A. \| \| \| \| Passauer Bahn nach Passau \| \| |                                                                              |                                                        |                                                        |
| Strecke |                                                                              | Ennstalbahn von Selzthal                               | Ennstalbahn von Selzthal                               |
| Bahnhof | 0,374                                                                        | Stainach-Irdning                                       | 645 m ü. A.                                            |
| Abzweig geradeaus und nach links |                                                                              | Ennstalbahn nach Bischofshofen                         | Ennstalbahn nach Bischofshofen                         |
| Tunnel | 2,870                                                                        | Unterburg-Galerie (16 m)                               | Unterburg-Galerie (16 m)                               |
| Tunnel | 2,896                                                                        | Unterburg-Tunnel (185 m)                               | Unterburg-Tunnel (185 m)                               |
| Haltepunkt / Haltestelle | 3,726                                                                        | Pürgg                                                  | 714 m ü. A.                                            |
| Tunnel | 3,795                                                                        | Burgstaller-Galerie I (20 m)                           | Burgstaller-Galerie I (20 m)                           |
| Tunnel | 3,815                                                                        | Burgstaller-Tunnel (335 m)                             | Burgstaller-Tunnel (335 m)                             |
| ehemaliger Haltepunkt / Haltestelle | 6,817                                                                        | Lessern (14. Dez. 2003 aufgelassen)                    | Lessern (14. Dez. 2003 aufgelassen)                    |
| Brücke |                                                                              | Wallersbachbrücke (über den Mühlbach)                  | Wallersbachbrücke (über den Mühlbach)                  |
| Brücke über Wasserlauf |                                                                              | Grimming                                               | Grimming                                               |
| Bahnhof | 9,651                                                                        | Tauplitz (bis 1961 Klachau-Tauplitz)                   | Tauplitz (bis 1961 Klachau-Tauplitz)                   |
| Kilometer-Wechsel | 10,36710,365                                                                 | Fehlerprofil (-2 m)                                    | Fehlerprofil (-2 m)                                    |
| Haltepunkt / Haltestelle | 10,795                                                                       | Schiflugschanze Kulm Saisonhaltestelle                 | Schiflugschanze Kulm Saisonhaltestelle                 |
| Bahnhof | 14,691                                                                       | Bad Mitterndorf (bis 1972 Mitterndorf-Zauchen)         | Bad Mitterndorf (bis 1972 Mitterndorf-Zauchen)         |
| Haltepunkt / Haltestelle | 16,108                                                                       | Bad Mitterndorf-Heilbrunn                              | Bad Mitterndorf-Heilbrunn                              |
| Abzweig geradeaus und ehemals nach links |                                                                              | Anschluss Sägewerke Grubeck (ca. 1975 aufgelassen)     | Anschluss Sägewerke Grubeck (ca. 1975 aufgelassen)     |
| Kilometer-Wechsel | 20,86920,872                                                                 | Fehlerprofil (-3 m)                                    | Fehlerprofil (-3 m)                                    |
| Bahnhof | 23,166                                                                       | Kainisch                                               | Kainisch                                               |
| Kilometer-Wechsel | 23,53523,538                                                                 | Fehlerprofil (-3 m)                                    | Fehlerprofil (-3 m)                                    |
| Abzweig geradeaus und nach rechts | 27,961                                                                       | Anschlussbahn (Awanst) Saint-Gobain Rigips             | Anschlussbahn (Awanst) Saint-Gobain Rigips             |
| Brücke über Wasserlauf |                                                                              | Kainischtraun                                          | Kainischtraun                                          |
| Bahnhof | 29,775                                                                       | Bad Aussee                                             | 641 m ü. A.                                            |
| Kilometer-Wechsel | 30,00930,011                                                                 | Fehlerprofil (-2 m)                                    | Fehlerprofil (-2 m)                                    |
| Brücke über Wasserlauf |                                                                              | Traun                                                  | Traun                                                  |
| Verschwenkung von links (Strecke außer Betrieb) · Verschwenkung von rechts |                                                                              |                                                        |                                                        |
| Grenze (Strecke außer Betrieb) · Grenze |                                                                              | Landesgrenze Steiermark / Oberösterreich               | Landesgrenze Steiermark / Oberösterreich               |
| Tunnel (Strecke außer Betrieb) · Strecke |                                                                              | Mühlwehrstein-Tunnel (56 m)                            | Mühlwehrstein-Tunnel (56 m)                            |
| Brücke über Wasserlauf (Strecke außer Betrieb) · Brücke über Wasserlauf |                                                                              | Traun                                                  | Traun                                                  |
| Strecke (außer Betrieb) · Tunnel | 36,914                                                                       | Sarstein-Tunnel (201 m)                                | Sarstein-Tunnel (201 m)                                |
| Strecke (außer Betrieb) · Kilometer-Wechsel | 37,76037,846                                                                 | Fehlerprofil (-86 m)                                   | Fehlerprofil (-86 m)                                   |
| Verschwenkung nach links (Strecke außer Betrieb) · Verschwenkung nach rechts |                                                                              |                                                        |                                                        |
| Haltepunkt / Haltestelle | 37,920                                                                       | Obertraun-Koppenbrüllerhöhle                           | 527 m ü. A.                                            |
| Bahnhof | 40,935                                                                       | Obertraun-Dachsteinhöhlen                              | 514 m ü. A.                                            |
| Haltepunkt / Haltestelle | 43,216                                                                       | Hallstatt Schiffsanschluss                             | 514 m ü. A.                                            |
| Strecke |                                                                              | zum Ort am Seeufer gegenüber                           | zum Ort am Seeufer gegenüber                           |
| Brücke über Wasserlauf |                                                                              | Wehrgrabenbrücke über den Hallstätter See              | Wehrgrabenbrücke über den Hallstätter See              |
| Tunnel | 43,645                                                                       | Wehrgraben-Galerie (28 m)                              | Wehrgraben-Galerie (28 m)                              |
| Tunnel | 43,673                                                                       | Wehrgraben-Tunnel (165 m)                              | Wehrgraben-Tunnel (165 m)                              |
| Haltepunkt / Haltestelle | 46,324                                                                       | Obersee (bis 1982 Gosaumühle)                          | Obersee (bis 1982 Gosaumühle)                          |
| Bahnhof | 50,435                                                                       | Steeg-Gosau                                            | 513 m ü. A.                                            |
| Haltepunkt / Haltestelle, ehemals Bahnhof | 53,710                                                                       | Bad Goisern (ehem. Bf)                                 | 497 m ü. A.                                            |
| Bahnhof | 55,996                                                                       | Goisern Jodschwefelbad                                 | Goisern Jodschwefelbad                                 |
| Kilometer-Wechsel | 56,30056,303                                                                 | Fehlerprofil (-3 m)                                    | Fehlerprofil (-3 m)                                    |
| Kilometer-Wechsel | 56,68756,685                                                                 | Fehlerprofil (+2 m)                                    | Fehlerprofil (+2 m)                                    |
| Brücke über Wasserlauf |                                                                              | Traun                                                  | Traun                                                  |
| Haltepunkt / Haltestelle | 58,140                                                                       | Lauffen                                                | Lauffen                                                |
| Brücke über Wasserlauf |                                                                              | Traun                                                  | Traun                                                  |
| Abzweig geradeaus und ehemals von links |                                                                              | ehemalige Salzkammergut-Lokalbahn                      | ehemalige Salzkammergut-Lokalbahn                      |
| Dienststation / Betriebs- oder Güterbahnhof | 62,077                                                                       | Bad Ischl Frachtenbahnhof (Betriebsausweiche)          | Bad Ischl Frachtenbahnhof (Betriebsausweiche)          |
| Tunnel | 62,876                                                                       | Ischler Tunnel (74 m)                                  | Ischler Tunnel (74 m)                                  |
| Brücke über Wasserlauf |                                                                              | Traun                                                  | Traun                                                  |
| Bahnhof | 63,480                                                                       | Bad Ischl                                              | 468 m ü. A.                                            |
| Brücke über Wasserlauf |                                                                              | Traun                                                  | Traun                                                  |
| Brücke über Wasserlauf |                                                                              | Rettenbach                                             | Rettenbach                                             |
| Abzweig geradeaus und nach rechts | 66,411                                                                       | Anschlussbahn (Awanst)                                 | Anschlussbahn (Awanst)                                 |
| Dienststation / Betriebs- oder Güterbahnhof | 68,009                                                                       | Mitterweißenbach (PV bis 14. Dez. 2019)                | 453 m ü. A.                                            |
| Dienststation / Betriebs- oder Güterbahnhof | 71,934                                                                       | Langwies (PV bis 11. Dez. 2021)                        | Langwies (PV bis 11. Dez. 2021)                        |
| ehemaliger Haltepunkt / Haltestelle | 74,740                                                                       | Lahnstein (12. Dez. 2021 aufgelassen)                  | Lahnstein (12. Dez. 2021 aufgelassen)                  |
| Kilometer-Wechsel | 74,85074,852                                                                 | Fehlerprofil (-2 m)                                    | Fehlerprofil (-2 m)                                    |
| Abzweig geradeaus und von rechts | 75,164                                                                       | Anschlussbahn (Awanst)                                 | Anschlussbahn (Awanst)                                 |
| Abzweig geradeaus und nach rechts | 75,443                                                                       | Anschlussbahn (Awanst)                                 | Anschlussbahn (Awanst)                                 |
| Kilometer-Wechsel | 75,57175,579                                                                 | Fehlerprofil (-8 m)                                    | Fehlerprofil (-8 m)                                    |
| Abzweig geradeaus und nach rechts | 76,420                                                                       | Anschlussbahn                                          | Anschlussbahn                                          |
| Abzweig geradeaus und ehemals von rechts |                                                                              | Offenseebahn                                           | (bis 1954)                                             |
| Haltepunkt / Haltestelle, ehemals Bahnhof | 76,445                                                                       | Steinkogel (früher Bf)                                 | Steinkogel (früher Bf)                                 |
| Kilometer-Wechsel | 77,75677,752                                                                 | Fehlerprofil (+4 m)                                    | Fehlerprofil (+4 m)                                    |
| Kilometer-Wechsel | 77,92977,951                                                                 | Fehlerprofil (-22 m)                                   | Fehlerprofil (-22 m)                                   |
| Bahnhof | 79,490                                                                       | Ebensee                                                | 426 m ü. A.                                            |
| Brücke über Wasserlauf |                                                                              | Traun                                                  | Traun                                                  |
| Haltepunkt / Haltestelle | 80,510                                                                       | Ebensee Landungsplatz                                  | Ebensee Landungsplatz                                  |
| Tunnel | 81,493                                                                       | Sonnstein-Tunnel (1428 m)                              | Sonnstein-Tunnel (1428 m)                              |
| Tunnel | 83,128                                                                       | Siegesbach-Tunnel (224 m)                              | Siegesbach-Tunnel (224 m)                              |
| Tunnel | 83,599                                                                       | Forst-Tunnel (110 m)                                   | Forst-Tunnel (110 m)                                   |
| Haltepunkt / Haltestelle | 84,146                                                                       | Traunkirchen Ort                                       | Traunkirchen Ort                                       |
| Tunnel | 84,327                                                                       | Kalvarienberg II-Tunnel (159 m)                        | Kalvarienberg II-Tunnel (159 m)                        |
| Tunnel | 85,640                                                                       | Stein-Tunnel (90 m)                                    | Stein-Tunnel (90 m)                                    |
| Bahnhof | 86,015                                                                       | Traunkirchen                                           | 440 m ü. A.                                            |
| Bahnhof | 90,661                                                                       | Altmünster am Traunsee                                 | Altmünster am Traunsee                                 |
| Bahnhof | 95,360                                                                       | Gmunden                                                | 479 m ü. A.                                            |
| Strecke |                                                                              | (Übergang zur Straßenbahn Gmunden)                     | (Übergang zur Straßenbahn Gmunden)                     |
| Haltepunkt / Haltestelle | 97,631                                                                       | Pinsdorf                                               | Pinsdorf                                               |
| Kilometer-Wechsel | 98,01798,014                                                                 | Fehlerprofil (+3 m)                                    | Fehlerprofil (+3 m)                                    |
| Strecke mit Straßenbrücke |                                                                              | A1 West Autobahn                                       | A1 West Autobahn                                       |
| Bahnhof | 101,926                                                                      | Aurachkirchen                                          | 441 m ü. A.                                            |
| Brücke über Wasserlauf |                                                                              | Aurach                                                 | Aurach                                                 |
| Haltepunkt / Haltestelle | 105,569                                                                      | Wankham                                                | Wankham                                                |
| Abzweig geradeaus und von links |                                                                              | Westbahn von Salzburg                                  | Westbahn von Salzburg                                  |
| Kilometer-Wechsel | 106,402106,102                                                               | Fehlerprofil +300 m                                    | Fehlerprofil +300 m                                    |
| Bahnhof | 107,580                                                                      | Attnang-Puchheim                                       | 415 m ü. A.                                            |
| Abzweig geradeaus und nach rechts |                                                                              | Westbahn nach Wien                                     | Westbahn nach Wien                                     |
| Brücke über Wasserlauf |                                                                              | Redlbach                                               | Redlbach                                               |
| Blockstelle | 109,504                                                                      | Schrankenposten 87                                     | Schrankenposten 87                                     |
| Haltepunkt / Haltestelle | 111,000                                                                      | Lehen-Altensam                                         | Lehen-Altensam                                         |
| Haltepunkt / Haltestelle | 113,432                                                                      | Wolfshütte                                             | Wolfshütte                                             |
| Bahnhof | 118,292                                                                      | Ottnang-Wolfsegg                                       | 518 m ü. A.                                            |
| Haltepunkt / Haltestelle | 121,248                                                                      | Bergern                                                | 557 m ü. A.                                            |
| Haltepunkt / Haltestelle, ehemals Bahnhof | 124,423                                                                      | Holzleithen ehem. Bf                                   | 601 m ü. A.                                            |
| Abzweig geradeaus und ehemals nach links |                                                                              | nach Thomasroith                                       | nach Thomasroith                                       |
| Tunnel | 125,500                                                                      | Hausrucktunnel (709,75 m)                              | Hausrucktunnel (709,75 m)                              |
| Blockstelle | 127,669                                                                      | Schrankenposten 101                                    | Schrankenposten 101                                    |
| Haltepunkt / Haltestelle, ehemals Bahnhof | 128,682                                                                      | Hausruck ehem. Bf                                      | 580 m ü. A.                                            |
| Abzweig geradeaus und ehemals von links |                                                                              | Anschlussbahn (Awanst) Ziegelwerk Eberschwang          | Anschlussbahn (Awanst) Ziegelwerk Eberschwang          |
| Haltepunkt / Haltestelle, ehemals Bahnhof | 132,740                                                                      | Eberschwang ehem. Bf                                   | 545 m ü. A.                                            |
| Haltepunkt / Haltestelle | 135,977                                                                      | Oberbrunn                                              | 501 m ü. A.                                            |
| Abzweig geradeaus und von rechts | 139,582                                                                      | Anschlussbahn (Awanst) Angermayr Ges.mbH               | Anschlussbahn (Awanst) Angermayr Ges.mbH               |
| Abzweig geradeaus und von rechts |                                                                              | Innkreisbahn von Neumarkt-Kallham                      | Innkreisbahn von Neumarkt-Kallham                      |
| Bahnhof | 140,572                                                                      | Ried im Innkreis                                       | 451 m ü. A.                                            |
| Abzweig geradeaus und nach links |                                                                              | Innkreisbahn nach Simbach am Inn                       | Innkreisbahn nach Simbach am Inn                       |
| Abzweig geradeaus und ehemals von links | 141,787                                                                      | Anschlussbahn (Awanst) Scharoplan                      | Anschlussbahn (Awanst) Scharoplan                      |
| Haltepunkt / Haltestelle | 142,649                                                                      | Bad Ried                                               | Bad Ried                                               |
| Abzweig geradeaus und von rechts | 143,428                                                                      | Anschlussbahn (Awanst) Eisen Wagner                    | Anschlussbahn (Awanst) Eisen Wagner                    |
| Abzweig geradeaus und von links | 143,471                                                                      | Anschlussbahn (Awanst) Seifriedsberger Mineralöle      | Anschlussbahn (Awanst) Seifriedsberger Mineralöle      |
| Abzweig geradeaus und nach links | 147,119                                                                      | Anschlussbahn (Awanst) Minihuber                       | Anschlussbahn (Awanst) Minihuber                       |
| Haltepunkt / Haltestelle | 147,162                                                                      | Aurolzmünster Haltestelle                              | Aurolzmünster Haltestelle                              |
| |                                                                              |                                                        |                                                        |
| Dienststation / Betriebs- oder Güterbahnhof | 148,214                                                                      | Aurolzmünster Ladestelle (ehem. Bahnhof Aurolzmünster) | Aurolzmünster Ladestelle (ehem. Bahnhof Aurolzmünster) |
| |                                                                              |                                                        |                                                        |
| Bahnhof | 152,098                                                                      | St. Martin im Innkreis                                 | 378 m ü. A.                                            |
| Abzweig geradeaus und nach rechts | 153,488                                                                      | Anschlussbahn Peneder                                  | Anschlussbahn Peneder                                  |
| Haltepunkt / Haltestelle | 155,430                                                                      | Hart im Innkreis                                       | Hart im Innkreis                                       |
| Abzweig geradeaus und von links | 157,040                                                                      | Anschlussbahn (Awanst) Transportbeton Eder             | Anschlussbahn (Awanst) Transportbeton Eder             |
| Bahnhof | 159,082                                                                      | Antiesenhofen                                          | 340 m ü. A.                                            |
| Brücke über Wasserlauf | 161,182                                                                      | Antiesen                                               | Antiesen                                               |
| Strecke mit Straßenbrücke | 161,544                                                                      | A8                                                     | A8                                                     |
| Haltepunkt / Haltestelle | 162,313                                                                      | Dietrichshofen                                         | Dietrichshofen                                         |
| Haltepunkt / Haltestelle, ehemals Bahnhof | 166,352                                                                      | Suben ehem. Bf                                         | Suben ehem. Bf                                         |
| Brücke über Wasserlauf | 166,666                                                                      | Etzelshofer Bach                                       | Etzelshofer Bach                                       |
| Abzweig geradeaus und von links | 169,772                                                                      | Anschlussbahn Weyland                                  | Anschlussbahn Weyland                                  |
| ehemaliger Haltepunkt / Haltestelle | 170,235                                                                      | Prammersdorf (4. Dez. 1948 aufgelassen)                | Prammersdorf (4. Dez. 1948 aufgelassen)                |
| Brücke über Wasserlauf | 170,867                                                                      | Pram                                                   | Pram                                                   |
| Haltepunkt / Haltestelle | 171,120                                                                      | Gopperding seit 1948                                   | Gopperding seit 1948                                   |
| Abzweig geradeaus und von rechts |                                                                              | Passauer Bahn von Wels                                 | Passauer Bahn von Wels                                 |
| Bahnhof | 174,122                                                                      | Schärding                                              | 314 m ü. A.                                            |
| Strecke |                                                                              | Passauer Bahn nach Passau                              | Passauer Bahn nach Passau                              |

Die Salzkammergutbahn ist eine Bahnstrecke in Österreich und verbindet Stainach-Irdning (Steiermark) über Attnang-Puchheim mit Schärding (Oberösterreich). Im Ausgangspunkt Bahnhof Stainach-Irdning besteht eine Verbindung mit der Ennstalbahn (Bischofshofen – Selzthal), im Bahnhof Attnang-Puchheim gibt es Anschluss zur Magistrale der Westbahn (Wien – Linz – Salzburg). Der nichtelektrifizierte Abschnitt zwischen Attnang-Puchheim und Schärding wird auch als Hausruckbahn bezeichnet und erschließt die Passauer Bahn.
Die Salzkammergutbahn ist nicht zu verwechseln mit der stillgelegten schmalspurigen Salzkammergut-Lokalbahn (Salzburg – Bad Ischl).

## Salzkammergutbahn

### Verkehr
Die Salzkammergutbahn bedient insbesondere im Abschnitt Stainach-Irdning – Attnang-Puchheim aufgrund des Ausflugs- und Fremdenverkehrs ein sehr breites Spektrum an Fahrgästen. Die wichtigsten Zielgruppen sind:
- Pendler (unter anderem Salzkammergut ↔ Linz, Salzkammergut ↔ Graz und Salzkammergut ↔ Wien)
- Touristen, insbesondere in Hallstatt
- Kurgäste (Kurorte Gmunden, Bad Ischl, Bad Goisern, Bad Aussee, Bad Mitterndorf, Altaussee, Grundlsee)
- Wanderer, Bergsteiger
- Skifahrer im Zubringerverkehr zu Skigebieten (Feuerkogel, Gosau/Dachstein-West, Tauplitzalm, Loser, Krippenstein) teilweise mit Skibusanschluss
- Langläufer: Regionen Tauplitz–Bad Mitterndorf–Kainisch, Obertraun, Bad Ischl, Bad Goisern und Gosau
- Radfahrer/Mountainbiker

Im aktuellen Fahrplangefüge gibt es einen zweistündlichen Takt an Regionalexpressverbindungen im Abschnitt Stainach-Irdning – Attnang-Puchheim sowie einen zweistündlichen Takt an Regionalzugverbindungen im Abschnitt Obertraun-Dachsteinhöhlen – Attnang-Puchheim. Einige der Regionalzugverbindungen werden von/bis Linz Hauptbahnhof durchgebunden. Die Taktung der Regionalexpresszüge und der Regionalzüge ergibt einen annähernden Stundentakt in den Stationen zwischen Attnang-Puchheim und Obertraun mit Regionalexpress-Halt.
Seit dem Fahrplanwechsel im Dezember 2023 verkehren am Wochenende drei zusätzliche Regionalexpressverbindungen zwischen Attnang-Puchheim und Stainach-Irdning, wovon zwei über Selzthal Richtung Gesäuse (Admont und in Sommermonaten bis Hieflau) durchgebunden werden.
Mit Fahrplanwechsel Dezember 2020 wurde erstmals eine InterCity-Verbindung von/nach Wien-Hauptbahnhof aufgenommen, die seit Dezember 2022 täglich verkehrt und nur an den größeren Bahnhöfen und Haltestellen hält. Zuvor wurde dieser Zug auf der Westbahn bis Attnang-Puchheim als IC geführt und im Salzkammergut dann als Regionalexpress. Damit gibt es auf dieser Strecke erstmals eine vollwertige Fernverkehrsverbindung inklusive aller Services (zum Beispiel mobiles Bordservice). Im Dezember 2024 wurde dieser Zug auf einen Schnellzug herabgestuft und fährt seitdem vom und zum Wiener Westbahnhof.
Der Güterverkehr wird – bis auf Ausnahme von Salzganzzügen – von Stern & Hafferl im Auftrag der ÖBB-Güterverkehrstochter Rail Cargo Austria abgewickelt. Regelmäßiger Güterverkehr als Wagenladungsverkehr findet heute im Abschnitt Kainisch – Attnang-Puchheim statt. Die Anbindung der örtlichen Industrie ist heute noch von Bedeutung, wie beispielsweise der Saline Ebensee, die heute die gesamte Salzverhüttung der Abbaugebiete Altaussee, Hallstatt und Ischl bewältigt, und des Zementwerks Hatschek in Gmunden, dem das Ausgangsmaterial aus den Steinbrüchen am Traunsee und bei Ebensee nach wie vor auf der Schiene geliefert wird.

### Streckenführung
Die Kilometrierung der Salzkammergutbahn beginnt in Stainach-Irdning mit Kilometer null. Der Bahnhof Stainach-Irdning als Ausgangspunkt der Strecke liegt auf 645 m, an ihrem Scheitelpunkt im Bereich des Bahnhofs Tauplitz erreicht die Salzkammergutbahn eine Höhe über dem Meeresspiegel von 835 m. Bereits der Bahnhof Bad Aussee liegt mit 641 m niedriger als Stainach-Irdning. Bis zum Bahnhof Attnang-Puchheim reduziert sich die Höhe auf 416 m.

#### Stainach-Irdning bis Bad Aussee
Unmittelbar bei Verlassen des Bahnhofs Stainach-Irdning steigt die Strecke am Fuße des Rantensteins kontinuierlich mit 25 ‰ an. Im Bereich der Haltestelle Pürgg werden am Fuße einer Felswand zwei Tunnel und mehrere Steinschlaggalerien durchfahren. Durch die Streckenführung am gegenüberliegenden Hang – im Gegensatz zur in diesem Bereich parallel verlaufenden Salzkammergutstraße – ist sie von Stein- und Schneelawinen vom das Tal beherrschenden Massiv des Grimming sicher. Im Bahnhof Tauplitz befindet sich auf der Klachauer Höhe der Scheitelpunkt der Salzkammergutbahn mit 835 m.ü.A. Von hier an führt sie leicht fallend entlang des dortigen Hochplateaus des breiten Hinterberg-Tals zwischen Grimming und dem Toten Gebirge (Tauplitzalm). Ab dem Bahnhof Bad Mitterndorf senkt sich die Strecke mit bis zu 25 ‰ in einer langgezogenen S-Kurve zur Haltestelle Bad Mitterndorf-Heilbrunn. Danach geht es abseits der Salzkammergutstraße durch ein kleines Nebental, in welchem im Bereich des Knoppenmoos (812 m) über einen nicht merklichen Talpass vom Einzugsgebiet des Salzabachs (Enns) in das der Traun gewechselt wird, bis zum Bahnhof Kainisch. Bis Bad Aussee führt die Bahnstrecke nun mit 20 bis 25 ‰ starkem Gefälle durch das enge Tal der Kainischtraun zwischen dem Zinken und dem Radling, wobei auf halber Strecke eine Überführung der Salzkammergutstraße besteht. Diese Überführung ersetzt den ehemaligen Bahnübergang, der von den Einheimischen nach dem dort befindlichen Strecken- und Schrankenwärterposten Nr. 20 als „Zowanzger“ (Zwanziger) bezeichnet wurde.

#### Bad Aussee bis Obertraun
Nach Verlassen des Bahnhofs Bad Aussee beginnt mit dem Koppen der orographisch schwierigste Teil der gesamten Strecke, die Bahntrasse folgt mit zahlreichen Windungen, Brücken und einem Tunnel durch den Sarstein mit bis zu 25 ‰ Gefälle der hier in einer engen Schlucht verlaufenden Traun. In diesem Streckenabschnitt herrscht im Winter Lawinengefahr vom Sarstein und Hochwassergefahr durch die unregulierte Traun. Aufgrund von häufigen Lawinenverschüttungen und Überschwemmungen wurde in diesem Bereich die Trasse bereits 1897 auf ein höheres Niveau gelegt. Die alte Streckenführung entlang des Traunufers samt dem 55,5 Meter langen Mühlwehrsteintunnel ist heute in einen Wanderweg zwischen der Koppenbrüllerhöhle und Bad Aussee integriert. Entlang der heute befahrenen höherliegenden Trasse gibt es Lawinenposten und Lawinenschutzwälle. Dennoch muss die Strecke in diesem Abschnitt immer wieder aus Sicherheitsgründen gesperrt werden.

#### Obertraun bis Ebensee
Von Obertraun bis Bad Goisern führt die Salzkammergutbahn an der Lehne des Sarsteins entlang des Ostufers des Hallstätter Sees. Der Haltepunkt für den namensgebenden Ort Hallstatt befindet sich damit auf der anderen Seite des Sees und wird mit Linienschiffen angebunden. Früher wurde der Linienschiffverkehr von den ÖBB selbst durchgeführt. Unmittelbar nach der Haltestelle Hallstatt folgt im Bereich des Wehrgrabentunnels ein orographisch schwieriger Abschnitt mit Steinschlaggefahr. Bis 1977 wurde die Stelle von einem Lehnenwärter bewacht, danach wurde zwecks Personaleinsparung eine Videoüberwachungsanlage installiert die vom Fahrdienstleiter des Bhf. Obertraun-Dachsteinhöhlen bedient wird. Eine Schutzgalerie für das Tunnelportal sowie Steinschlagnetze sorgen hier für eine zusätzliche Sicherheit der Bahntrasse. Zwischen Bahntrasse und See gibt es einen beliebten Wander- und Radweg, der unmittelbar an der Haltestelle Obersee vorbeiführt und beim Bahnhof Steeg-Gosau endet. Der Bahnhof Steeg-Gosau wird zudem vom begehbaren Soleleitungsweg, der vom Hallstätter Salzberg zur Saline Ebensee führt, erschlossen. Der Soleleitungsweg führt bis zu Saline Ebensee (Haltestelle Steinkogel) an allen Bahnhöfen und Haltestellen entlang.

#### Ebensee bis Attnang-Puchheim
Ein weiterer aufwändiger Streckenabschnitt folgt im Abschnitt Ebensee-Landungsplatz bis zum Bahnhof Traunkirchen. Hier wurden für die Salzkammergutbahn fünf bis zu 1,5 Kilometer lange Tunnels am und unter dem steil zum Traunsee abfallenden Sonnsteinmassiv angelegt und Schutzbauten gegen Steinschlag und Lawinen errichtet. Am Bahnhof Traunkirchen angelangt, führt die Salzkammergutbahn weiter nordwärts teilweise im hügeligen Hinterland des Traunsee-Westufers bis Gmunden. Der Bahnhof Gmunden wurde aufgrund der Endmoränenlandschaft des Traungletschers ursprünglich relativ ortsfern angelegt, zur Verbindung in die Stadt wurde 1894 die Straßenbahn Gmunden errichtet. Bei Pinsdorf ins Aurachtal einbiegend, wird dieser Talschaft mit stetigem Gefälle bis nach Attnang-Puchheim gefolgt. Hier trifft die Salzkammergutbahn auf die Westbahn.

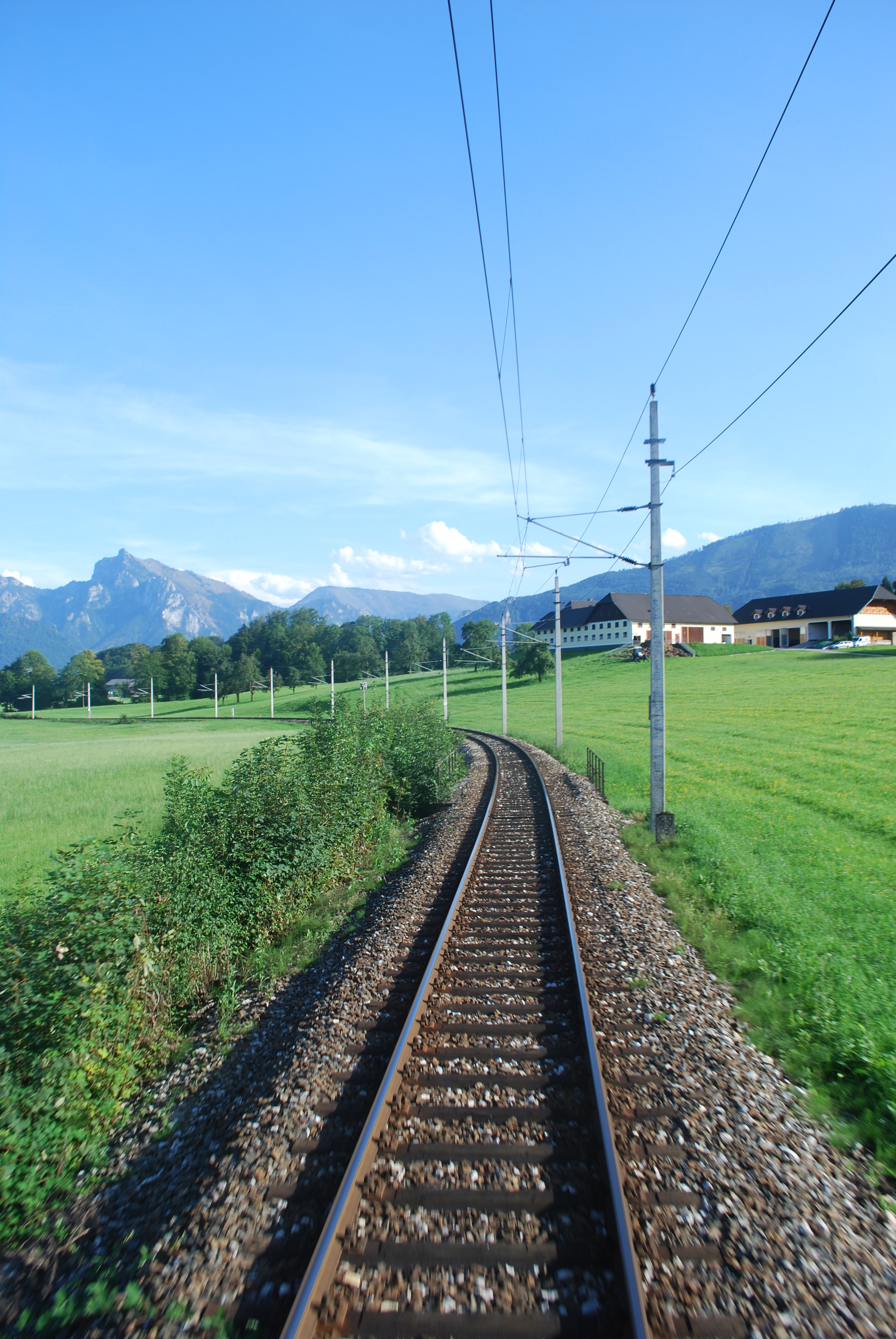
Gleisbogen in Altmünster, links im Hintergrund der Erlakogel
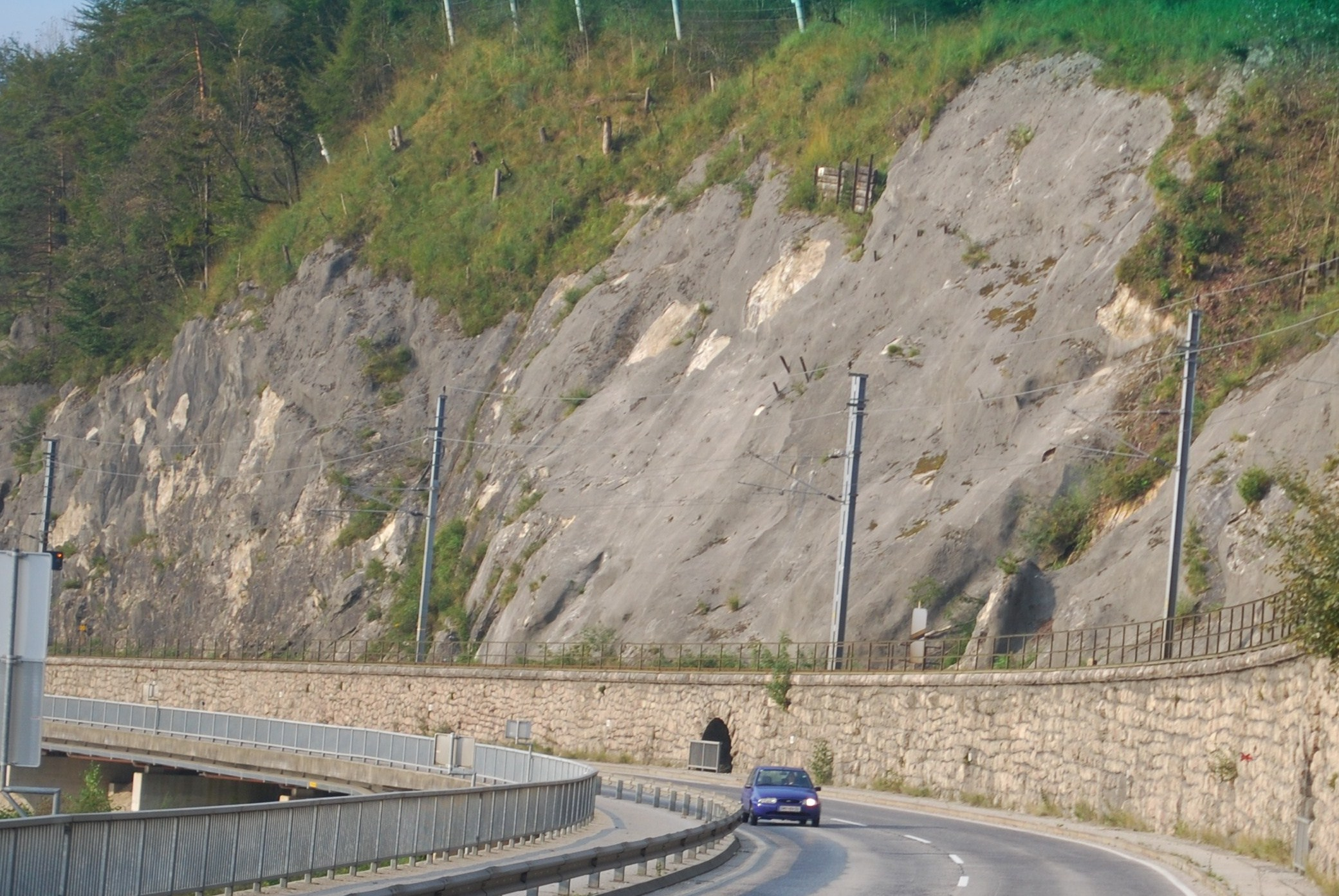
Gemauerte Rampe entlang des Traunsees in Ebensee
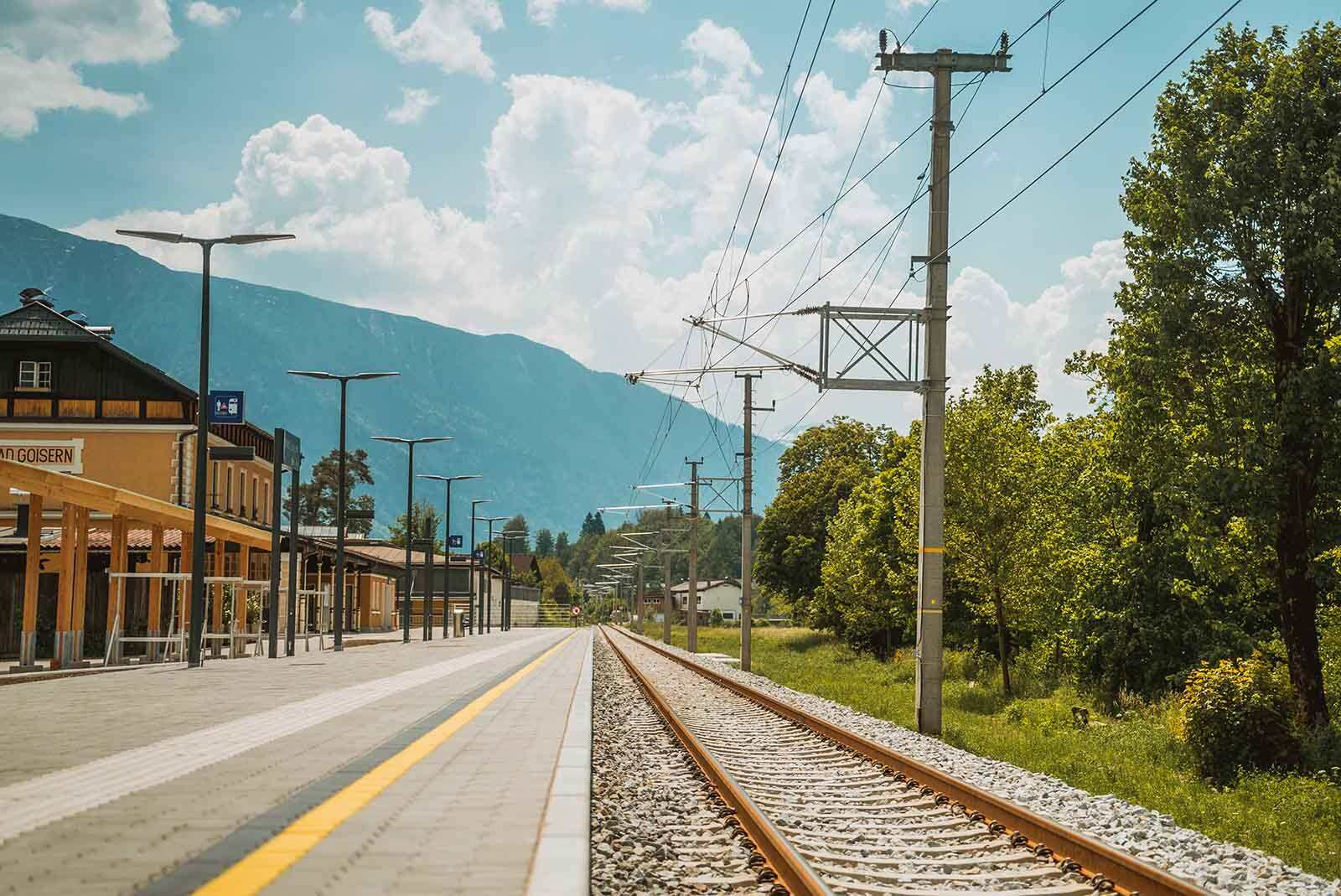
Bahnhof Bad Goisern, nunmehr Haltestelle
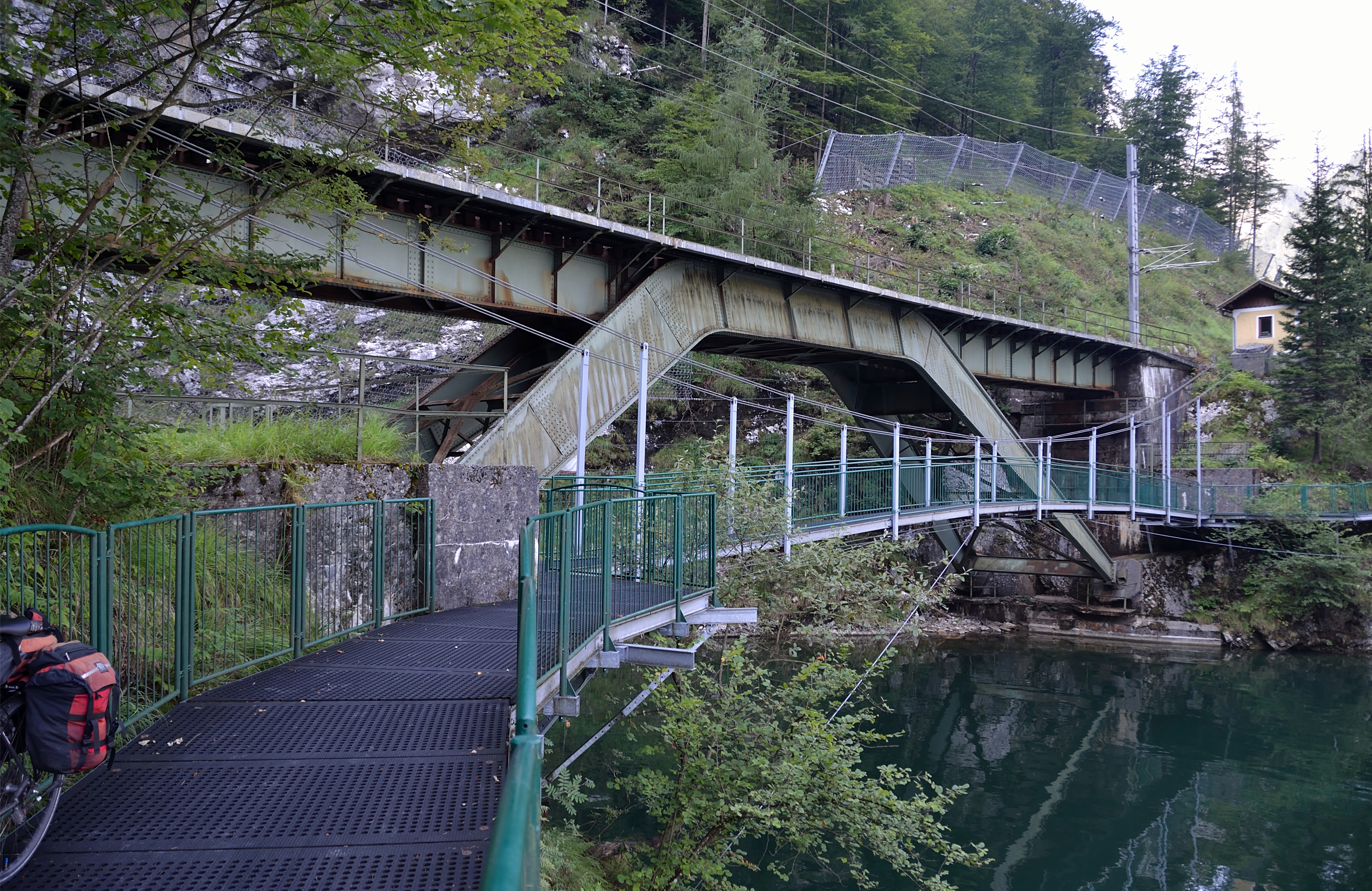
Brücke über den Wehrgraben bzw. den Hallstättersee bei der Station Hallstatt
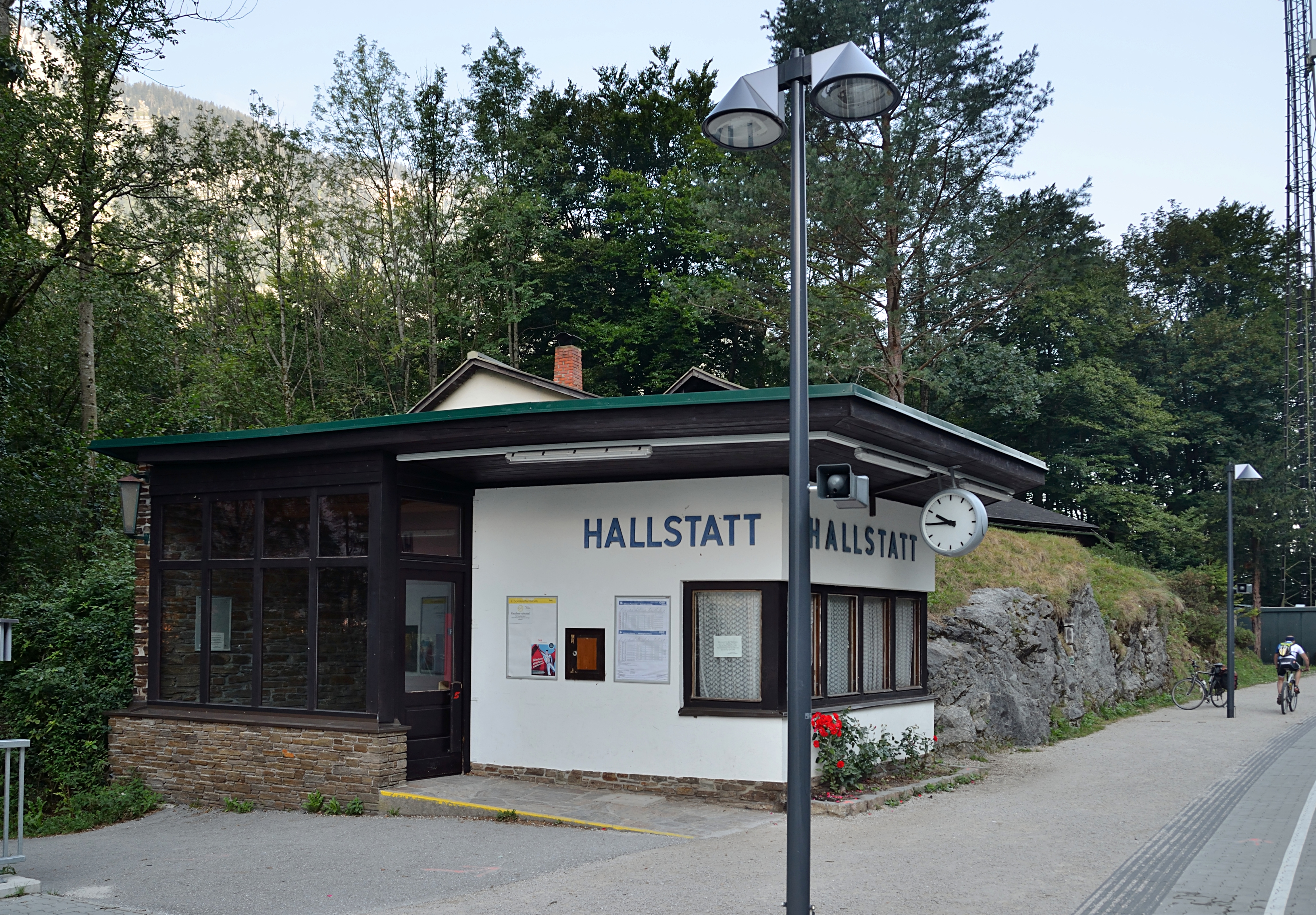
Haltestelle Hallstatt
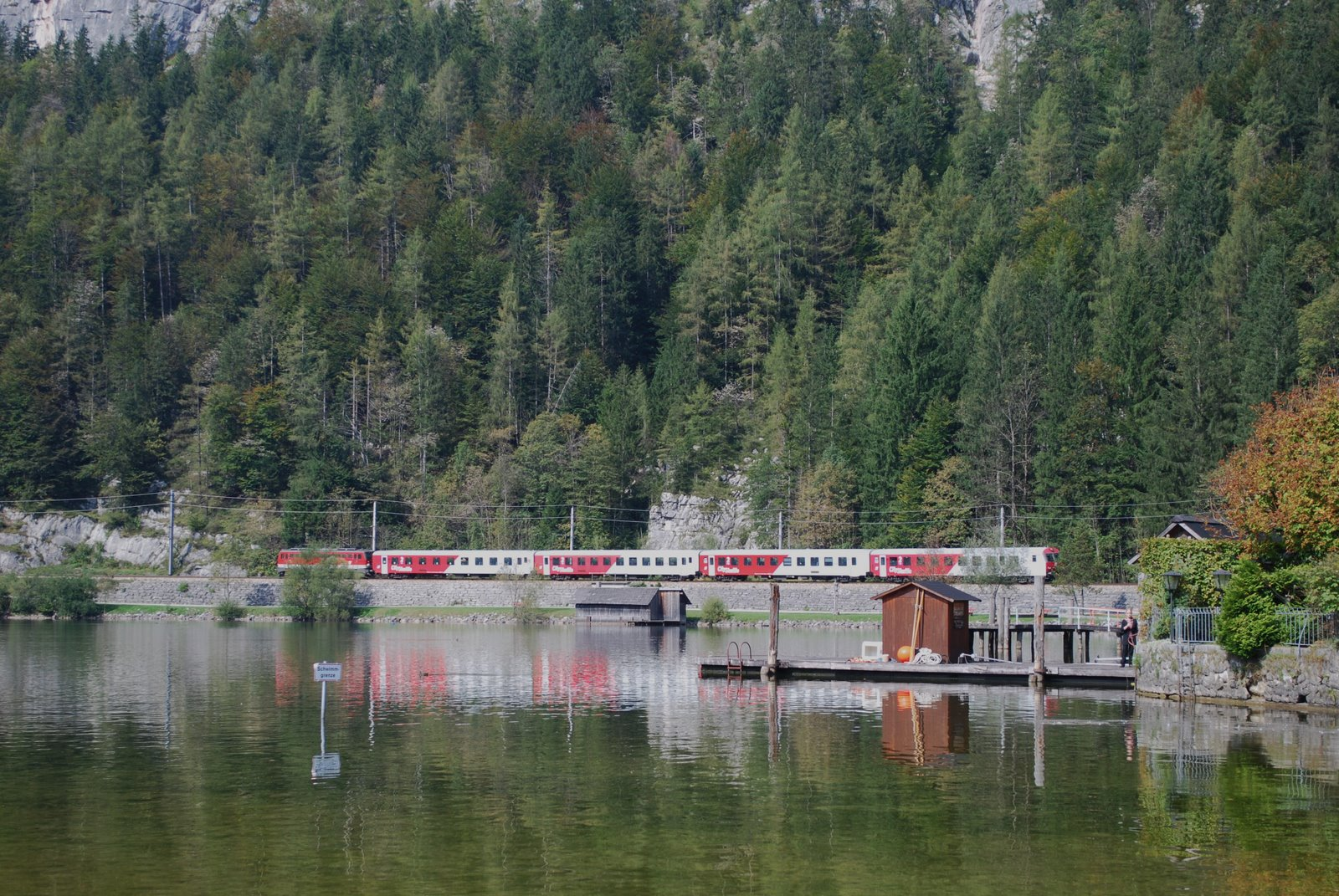
Zwischen Hallstatt und Obertraun
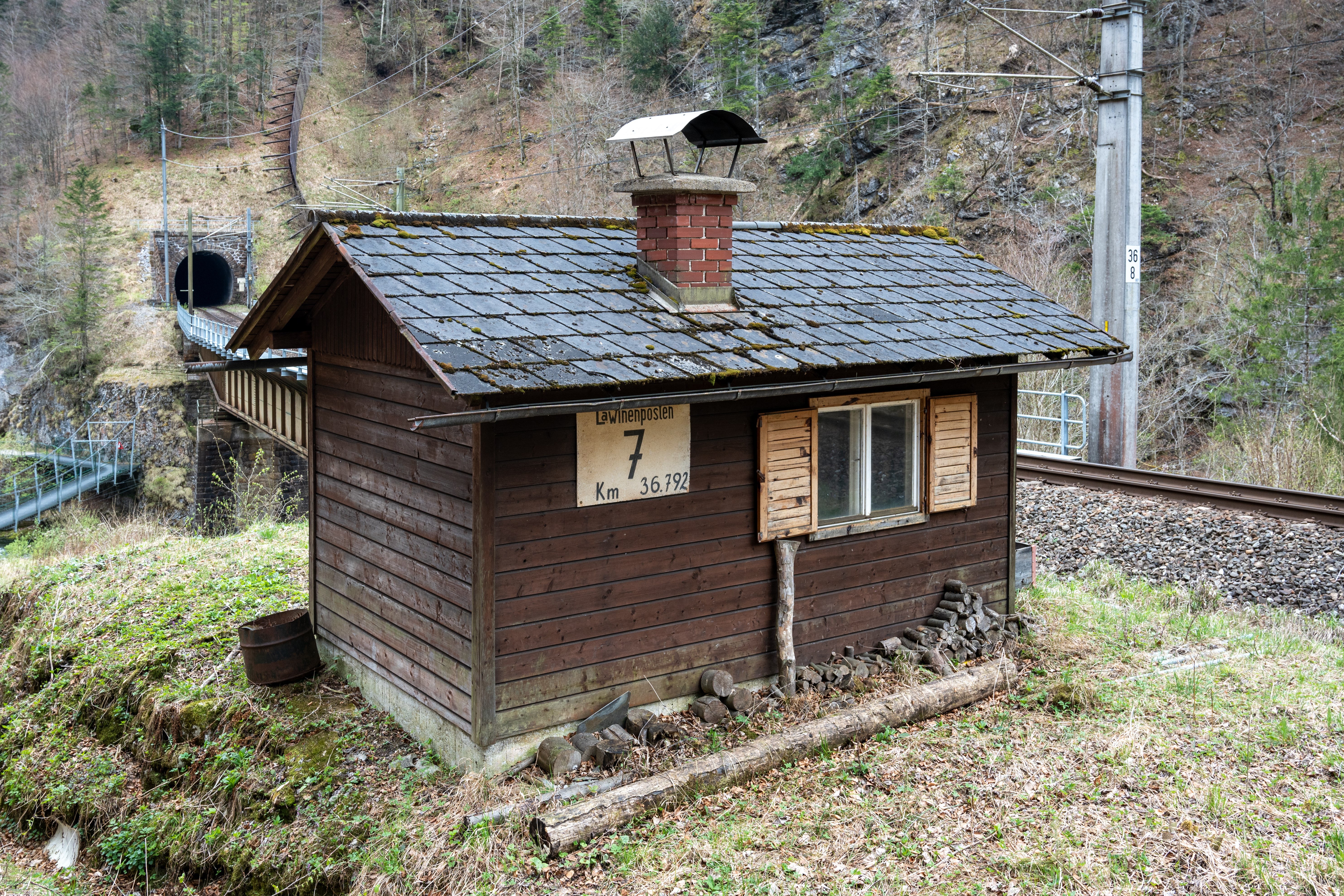
Lawinenposten 7 beim Sarsteintunnel
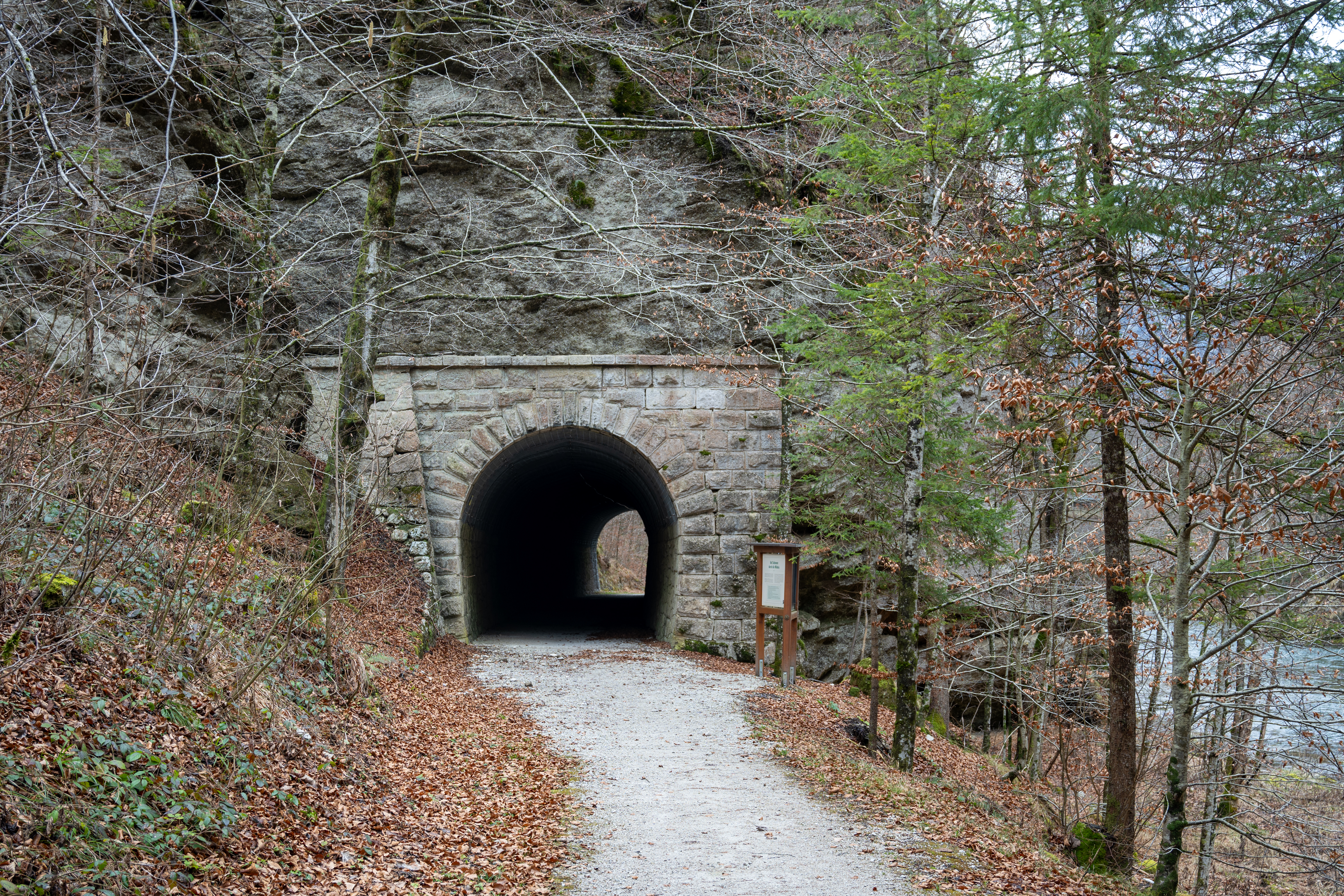
Mühlwehrsteintunnel an der alten Trasse zwischen Obertraun und Bad Aussee
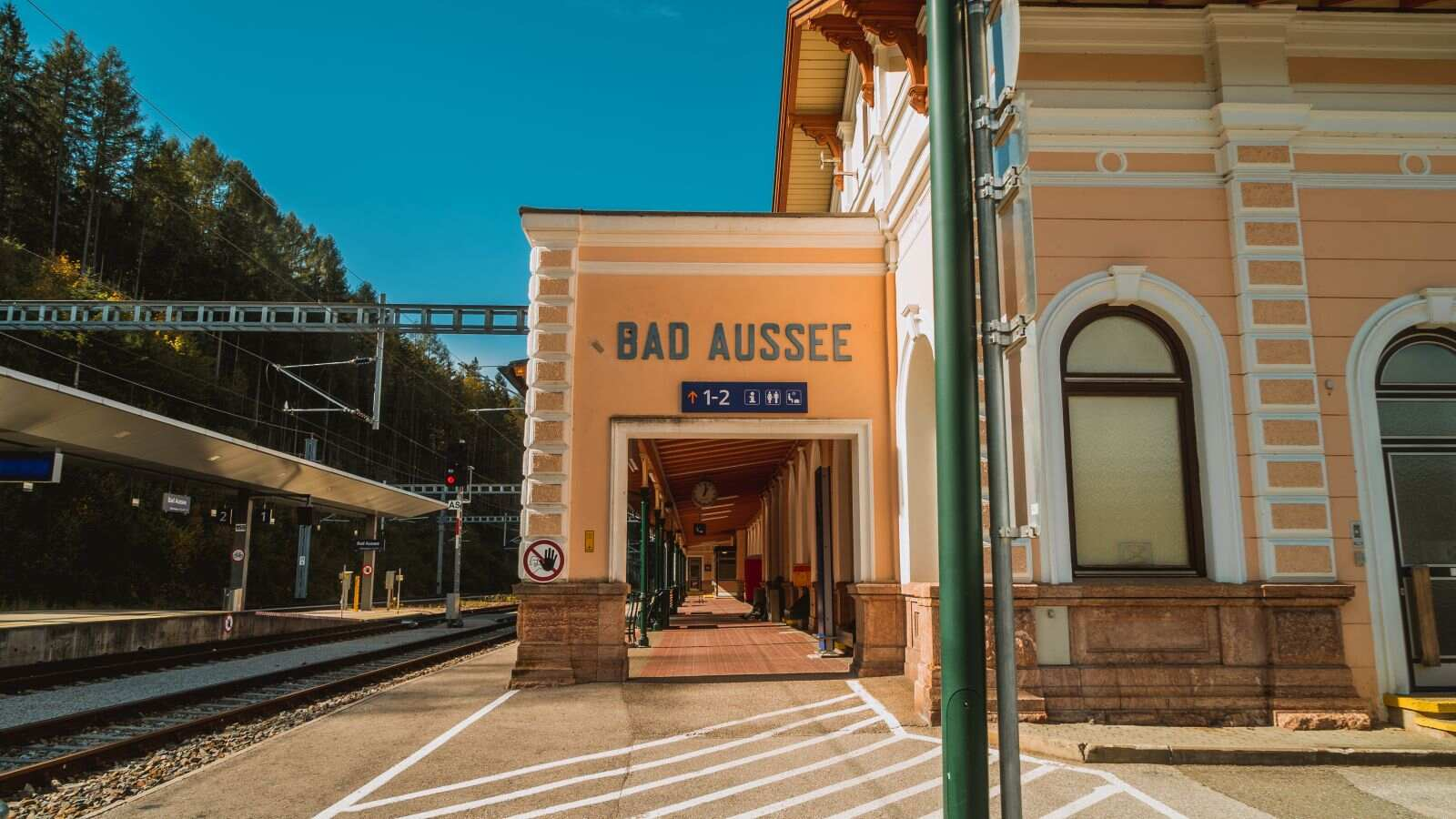
Am Bahnhof Bad Aussee
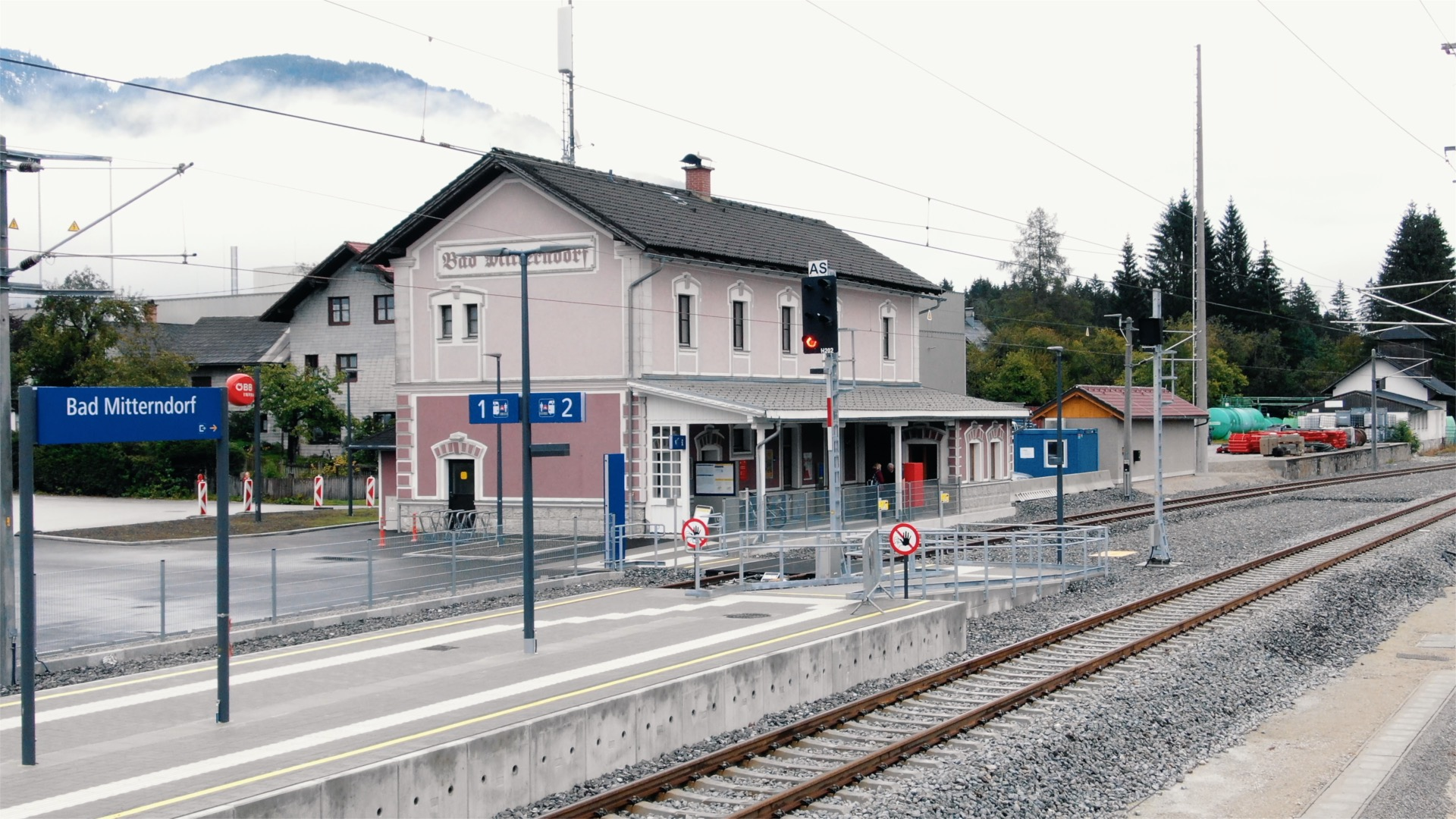
Modernisierter Bahnhof Bad Mitterndorf mit Mittelbahnsteig

#### Bezeichnungsdiskussion „Gebirgsbahn“
Da ein beträchtlicher Teil des Streckenverlaufs in gebirgigem Gelände (Grimming, Dachstein, Totes Gebirge, Höllengebirge) verläuft, stellt sich die Frage, ob die Salzkammergutbahn als Gebirgsbahn bezeichnet werden kann. Zwar weist die Strecke wichtige Merkmale einer Gebirgsstrecke auf (unter anderem zahlreiche Tunnels und Brücken, enge Kurvenradien), doch in Anbetracht der Tatsache, dass auf dem gesamten Verlauf der Strecke bis auf den Anstieg vom Ennstal ins Hinterberg (Ausseerland) keine wesentliche Höhendifferenz überwunden werden muss, die Strecke also eher die Gebirge „umfährt“, statt Höhen und Pässe zu überqueren, fällt ein wichtiges Merkmal einer Gebirgsbahn weg. Dies spricht gegen die Bezeichnung „Gebirgsbahn“. Eingebettet zwischen großen Gebirgsstöcken ist die Salzkammergutbahn somit keine Gebirgsbahn im klassischen Sinn.
Dem entgegen spricht jedoch die Tatsache, dass die Salzkammergutbahn auf der Strecke zwischen Stainach-Irdning und Bad Aussee die Klachauer Höhe über Rampenstrecken mit Steigungen von bis zu 25 ‰ überwindet und in ihrem Lauf mehrere hohe Brücken und Tunnels passiert, was sehr wohl ein Merkmal einer Gebirgsbahn darstellt.

#### Sehenswertes
Die Salzkammergutbahn erschließt zahlreiche Sehenswürdigkeiten. Die Bahnfahrt ist aussichtsreich, da es kaum sichtbehindernde Lärmschutzwände gibt.
| Haltepunkt                   | Haltepunkttyp      | km | Sehenswürdigkeit |
| ---------------------------- | ------------------ | -- | --- |
| Pürgg                        | Haltestelle        | 3  | Malerisches Bergdorf Pürgg mit historischer Pfarrkirche und Johanneskapelle                                                                           |
| Tauplitz                     | Bahnhof            | 9  | Wander- und Wintersportgebiet Tauplitzalm, Totes Gebirge, Grimming, Langlaufzentrum                                                                   |
| Schiflugschanze Kulm         | Bedarfshaltestelle | 10 | Schiflugschanze Kulm |
| Bad Mitterndorf              | Bahnhof            | 14 | Wander- und Wintersportgebiet Tauplitzalm |
| Bad Mitterndorf-Heilbrunn    | Haltestelle        | 16 | Kurort Bad Mitterndorf, Salza-Stausee, Grimming-Therme, Langlaufzentrum                                                                               |
| Kainisch                     | Bahnhof            | 23 | Natura-2000-Naturschutzgebiet Ödensee, Langlaufzentrum                                                                                                |
| Bad Aussee                   | Bahnhof            | 29 | Kurort Bad Aussee mit Narzissenbad, Luftkurort Altaussee mit Altausseersee, Wander- und Wintersportgebiet Loser, Grundlsee, Toplitzsee, Totes Gebirge |
| Obertraun-Koppenbrüllerhöhle | Haltestelle        | 38 | Koppenbrüllerhöhle |
| Obertraun-Dachsteinhöhlen    | Bahnhof            | 41 | Wander- und Wintersportgebiet Dachstein - Krippenstein, Dachstein-Rieseneishöhle, Dachstein-Mammuthöhle                                               |
| Hallstatt                    | Haltestelle        | 43 | Hallstätter See, Hallstatt |
| Steeg-Gosau                  | Bahnhof            | 50 | Wander- und Wintersportgebiet Gosau mit Gosaukammbahn und Gosauseen                                                                                   |
| Bad Goisern                  | Bahnhof            | 53 | Kurort Bad Goisern am Hallstättersee |
| Goisern Jodschwefelbad       | Bahnhof            | 56 | Kurzentrum Bad Goisern, Chorinsky-Klause |
| Lauffen                      | Haltestelle        | 58 | Historischer Markt Lauffen |
| Bad Ischl                    | Bahnhof            | 62 | Kurort Bad Ischl mit Kaiservilla Bad Ischl, Konditorei Zauner und Kaisertherme                                                                        |
| Ebensee                      | Bahnhof            | 79 | Höllengebirge mit Feuerkogelseilbahn |
| Ebensee Landungsplatz        | Haltestelle        | 80 | Traunsee, Schiffsanlegestelle Traunsee-Schifffahrt (unter anderem Raddampfer Gisela)                                                                  |
| Traunkirchen Ort             | Haltestelle        | 84 | Traunsee, Traunkirchen mit Fischerkanzel in der Pfarrkirche                                                                                           |
| Gmunden                      | Bahnhof            | 96 | Gmunden mit Schloss Ort, Gmundner Keramik, Grünbergseilbahn, Traunsee mit Traunseeschifffahrt und Gmundner Straßenbahn                                |

### Fahrzeugeinsatz

#### Aktuell
Der Regionalverkehr (Zuggattungen Regionalzug und Regionalexpress) wird vorwiegend mit elektrischen Triebwagen des Typs ÖBB 4024 (Talent) und den Cityjet-Triebwagen der Reihe 4746 abgewickelt. Es kommt typischerweise zu Einzeltraktionen. Täglich fährt auch ein lokbespannter Wendezug als REX 4408/4409 mit Lokomotiven der Reihe 1144 oder Lokomotiven der Reihe 1142.
Täglich verkehrt der Schnellzug (D) 1018/1019 Salzkammergut zwischen Wien Westbahnhof und dem Bahnhof Stainach-Irdning, bei dem vier Fernverkehrswagen 2. Klasse und eine Taurus-Lokomotive zum Einsatz kommen.
Der Güterverkehr wird seit 2012 großteils von Stern und Hafferl mit Hilfe von modernen Hybrid-Lokomotiven (Bombardier Traxx) abgewickelt. Die Salzganzzüge werden von der Rail Cargo Group typischerweise mit einem Tandem an Taurus-Lokomotiven (notwendig für den Koppen) gefahren.

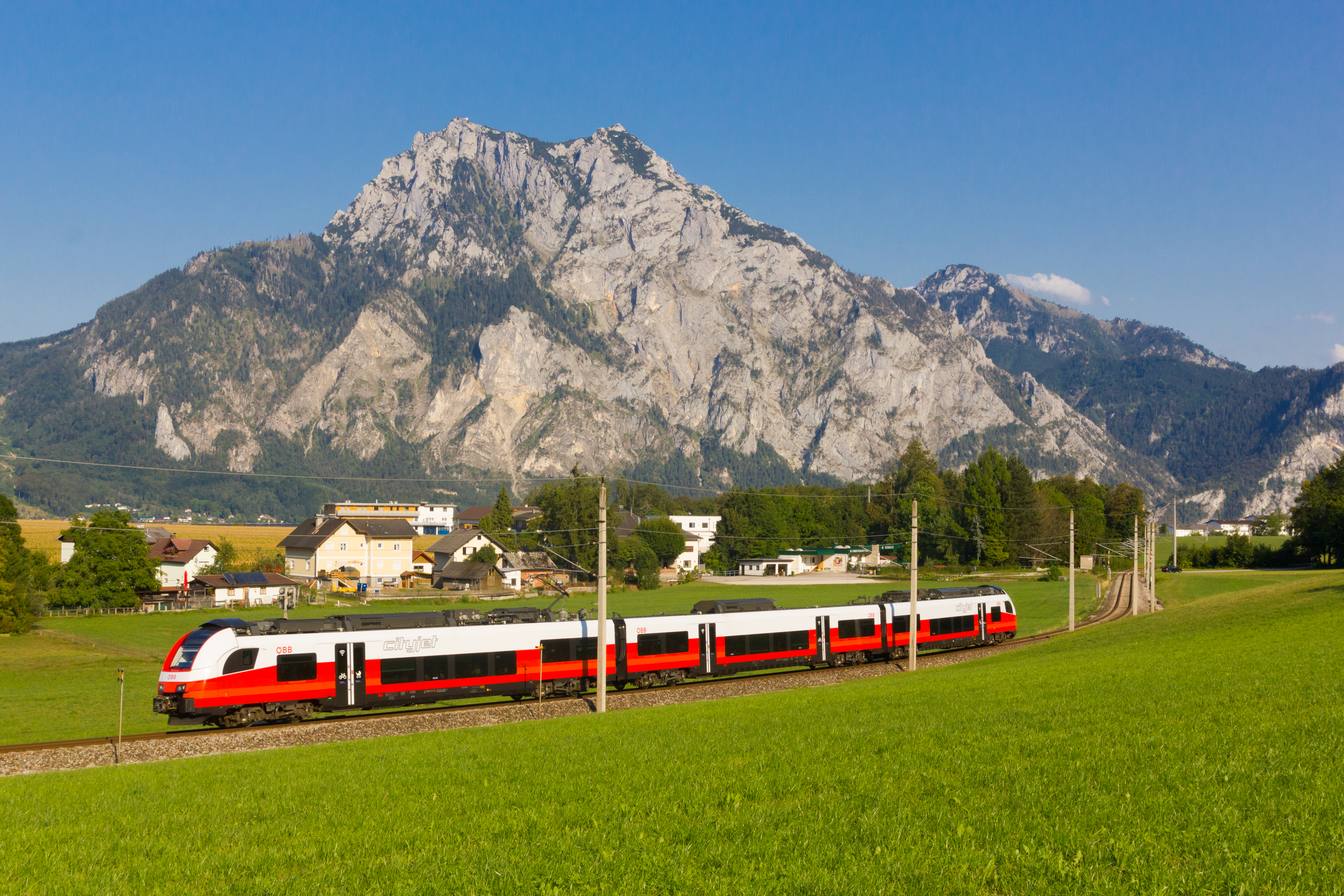
ÖBB Cityjet bei Altmünster
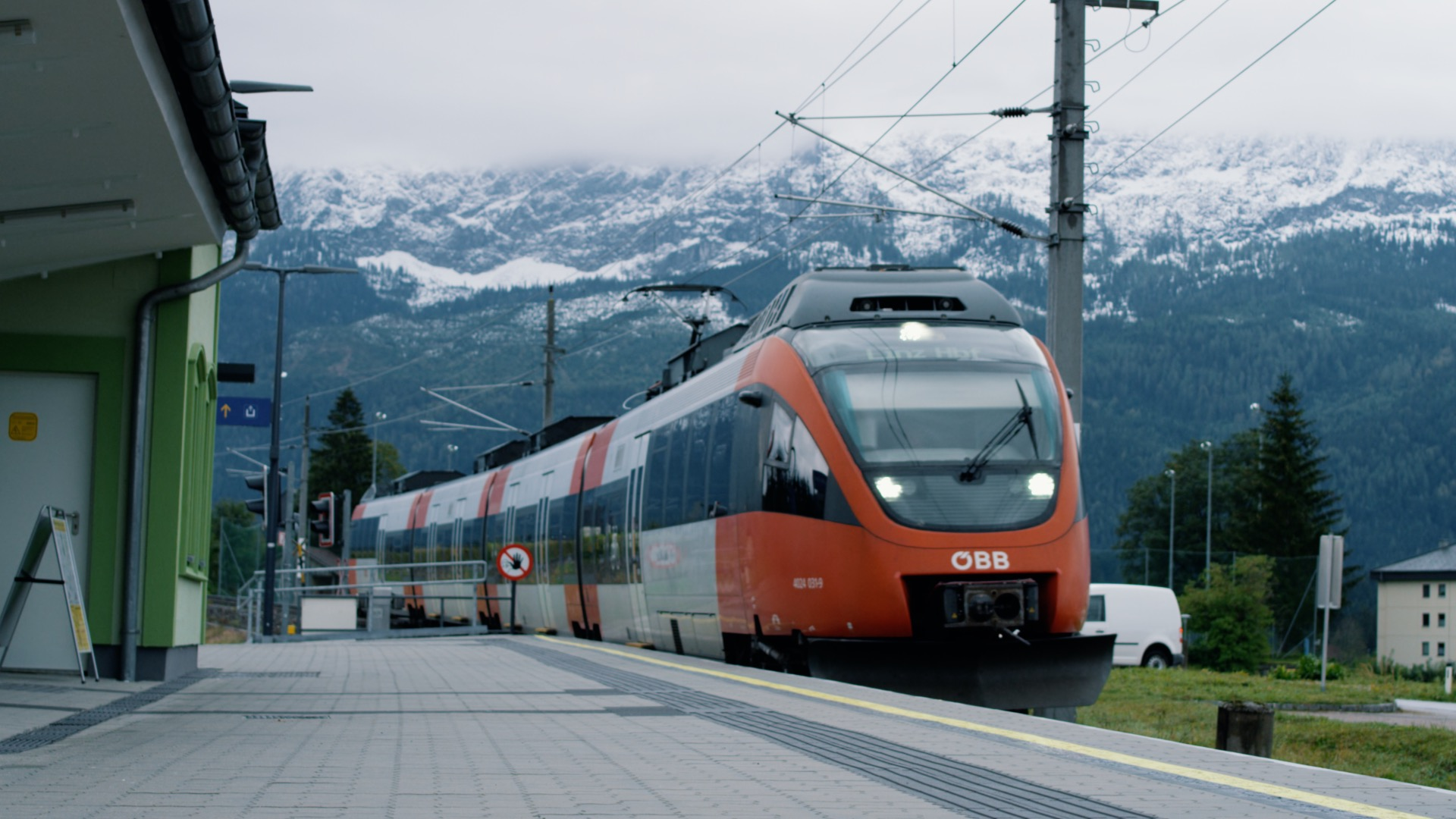
Einfahrt Talent in der Haltestelle Bad Mitterndorf-Heilbrunn
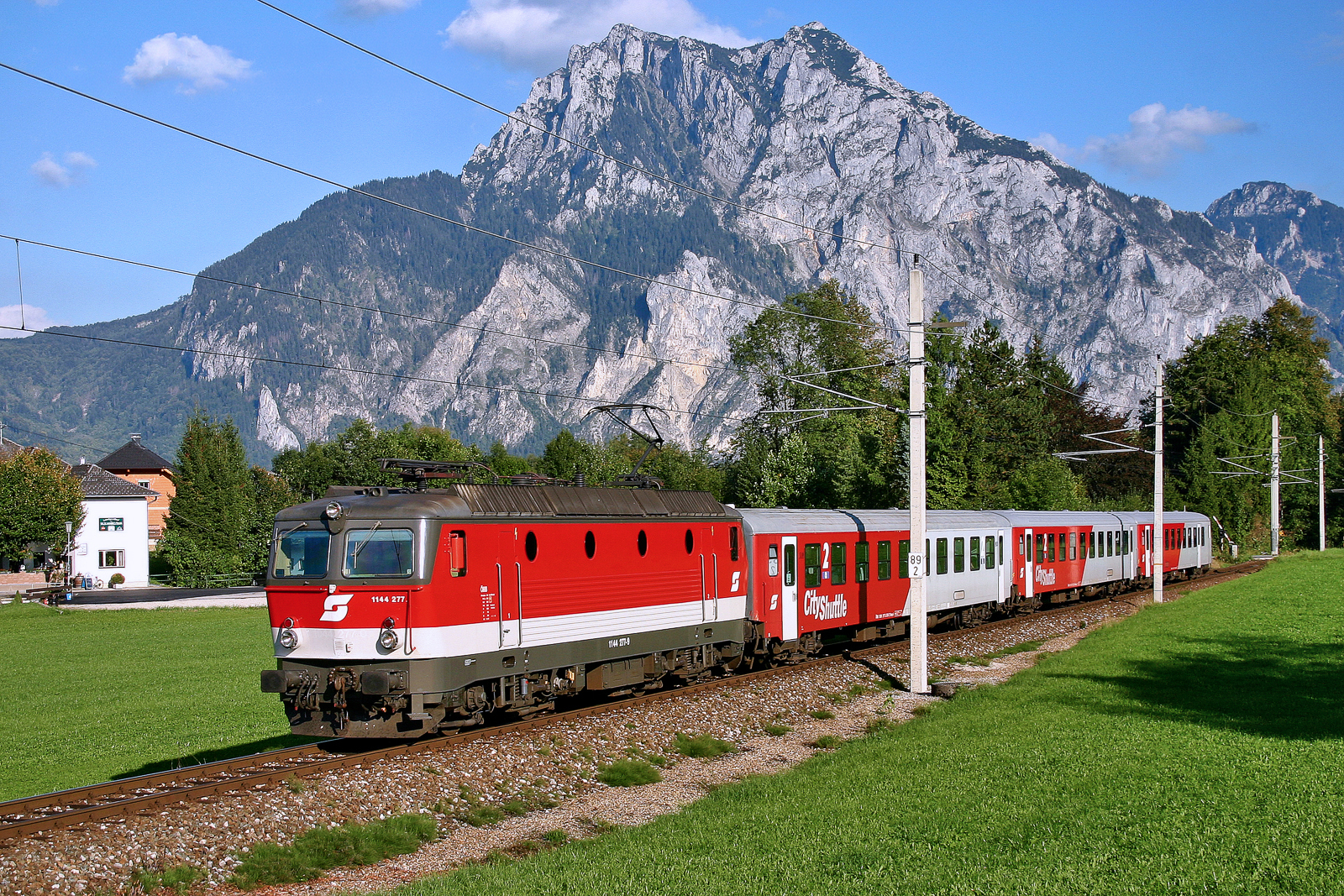
CityShuttle Wendezug bei Altmünster
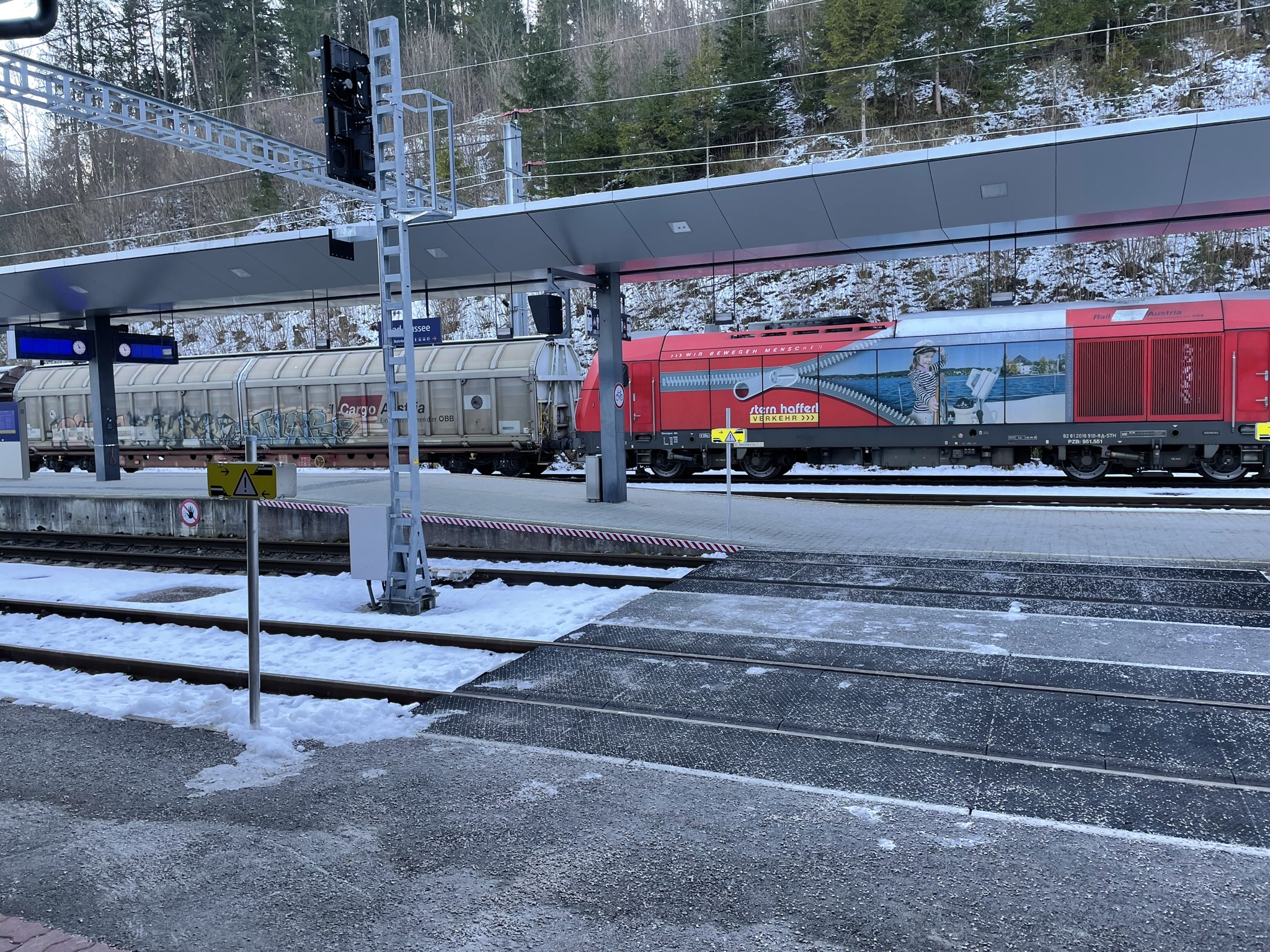
Güterzug von Stern und Hafferl am Bahnhof Bad Aussee

#### Historisch
Zur Zeit des Dampfbetriebs kamen vorwiegend Loks der ehemaligen Kronprinz Rudolfs-Bahn (u. a. die späteren k.k.St.B. Reihen 1.0, 4, 29.0 und die von der KEB stammenden Güterzugsloks der Reihe 47) zum Einsatz, nach der Jahrhundertwende vorwiegend die modernen Tenderloks der Reihe 229 und 629 der k.k. Staatsbahnen. Durch den eher schwachen Verkehr hielten sich die ehemaligen Rudolfsbahn- und KEB-Loks im Güterverkehr und Verschub teilweise bis zur Elektrifizierung in den 1920er Jahren.

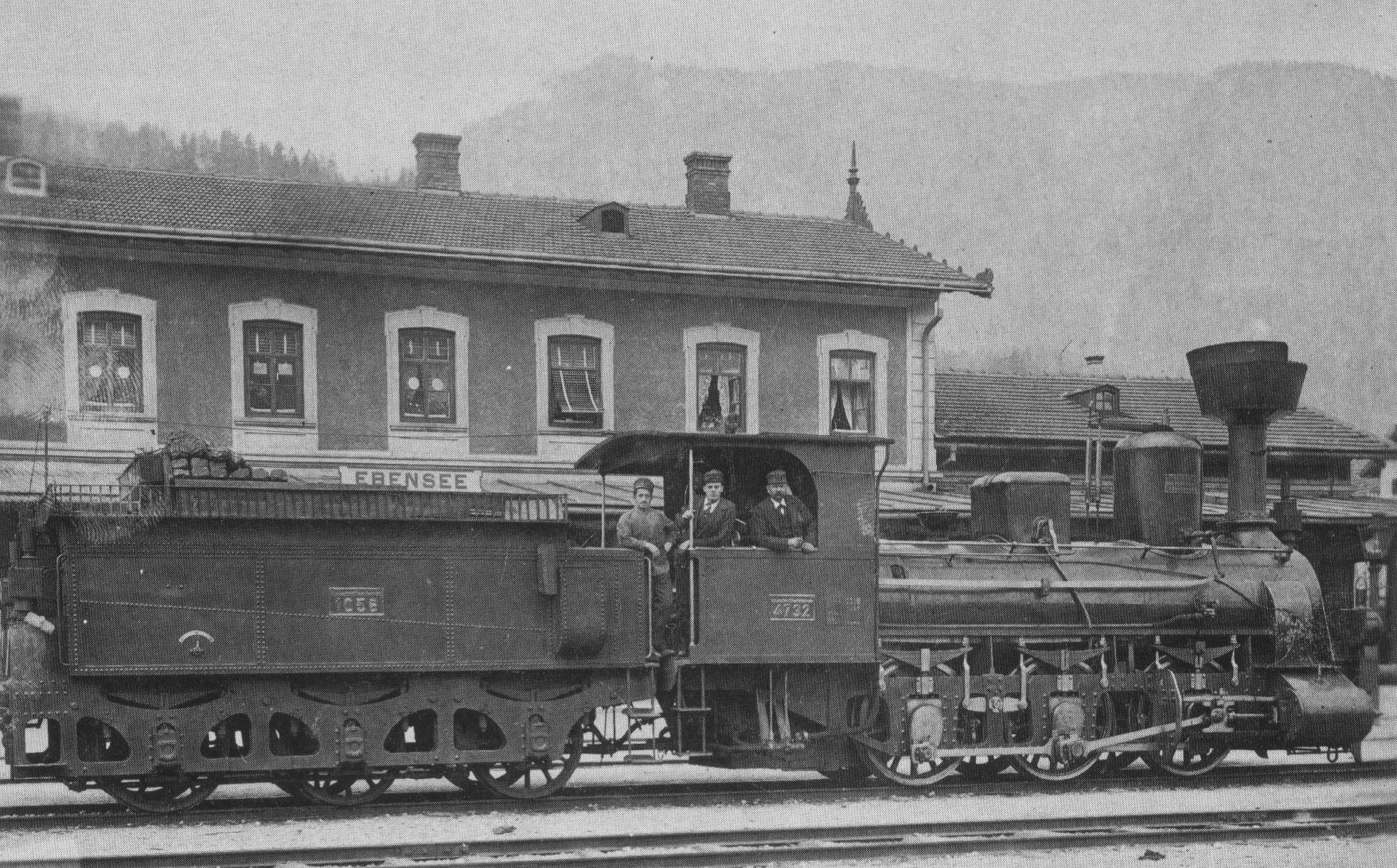
Güterzuglok der kkStB Reihe 47 in Ebensee (um 1900)

Durch die frühe Elektrifizierung kamen unterschiedliche Reihen aus der Frühzeit der Elektrotraktion in Österreich zum Einsatz, wie zum Beispiel die Reihen BBÖ 1029, 1080 und 1170. Auch die Triebwagen der Reihe ET 10 fuhren ursprünglich hier. Die eigens für die Salzkammergutbahn konstruierten 1170er (später ÖBB 1045) hielten sich bis zu ihrer Ausmusterung 1994 auf dieser Strecke.
Später war die Strecke ein von Eisenbahnfans vielbesuchtes Einsatzgebiet von Altbau-Elektroloks der Reihen 1045, 1245, 1040, 1041 und 1141. Bemerkenswert war vor allem der Einsatz der legendären „Österreichischen Krokodile“ der Reihen 1089/1189 und der Schnellzugsloks Reihe 1018 vor den Eilzügen „Ausseerland“ und „Erzherzog Johann“. Im Rahmen dieser Einsätze kamen auch die Städteschnelltriebwagen Reihe 4010 ins Salzkammergut.
Der Regionalzugverkehr wurde bis zur Einführung von elektrischen Triebwagen bei den ÖBB durch lokbespannte Züge abgewickelt. Noch bis Anfang der 2000er Jahre wurden teilweise „lange Schlieren“ eingesetzt, womit in Stainach-Irdning, Bad Aussee, Obertraun-Dachsteinhöhlen und Attnang-Puchheim die Züge aufwändig umgesetzt werden mussten. Die dafür notwendigen Verschubleistungen erübrigten sich mit der Einführung von Wendezügen mit Steuerwagen (Inlandsreisezugwagen „CityShuttle“).
Eine Besonderheit stellte der Einsatz von Fernverkehrswagen im Regionalzugbetrieb dar. Damit einher ging auch ein 1. Klasse-Angebot in Regionalverbindungen (Regionalzug, RegionalExpress/Eilzug). Dieses Unikum wurde durch die früher täglich verkehrenden Kurswagen nach Wien ermöglicht. Dieser Kurswagen wurde gegen einen Intercity von Wien nach Stainach-Irdning abgelöst. Ab Attnang-Puchheim verkehrte er anfangs als Regionalexpress, inzwischen fährt er als Intercity auf der gesamten Strecke.

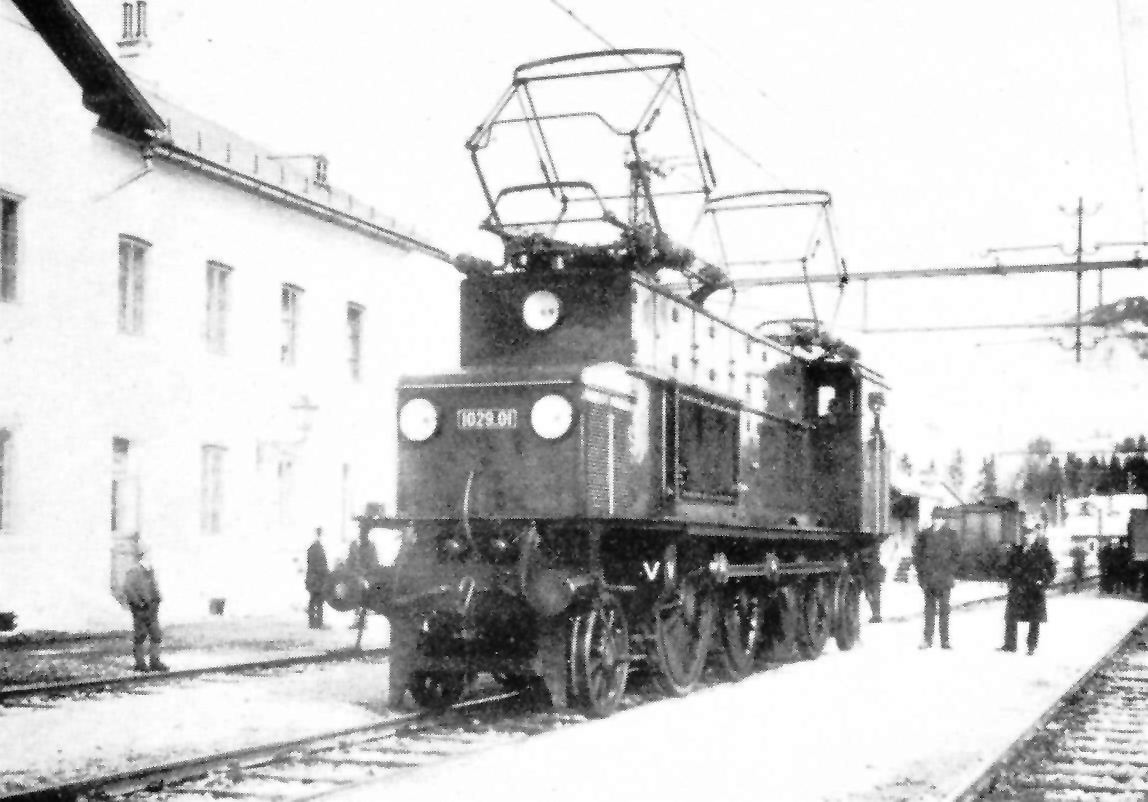
BBÖ 1029.01 auf der Salzkammergutbahn
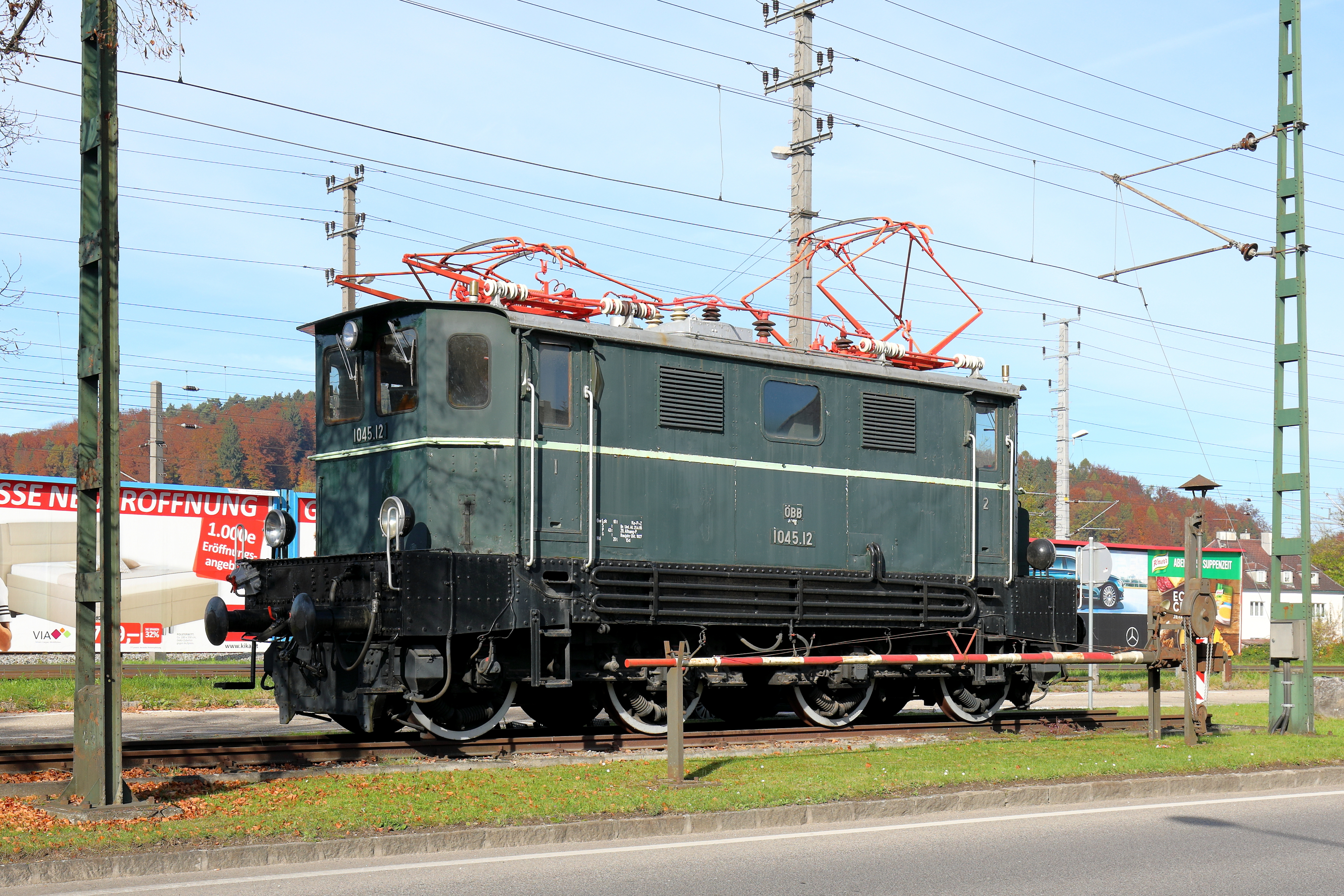
Denkmallok ÖBB 1045.12 in Attnang-Puchheim
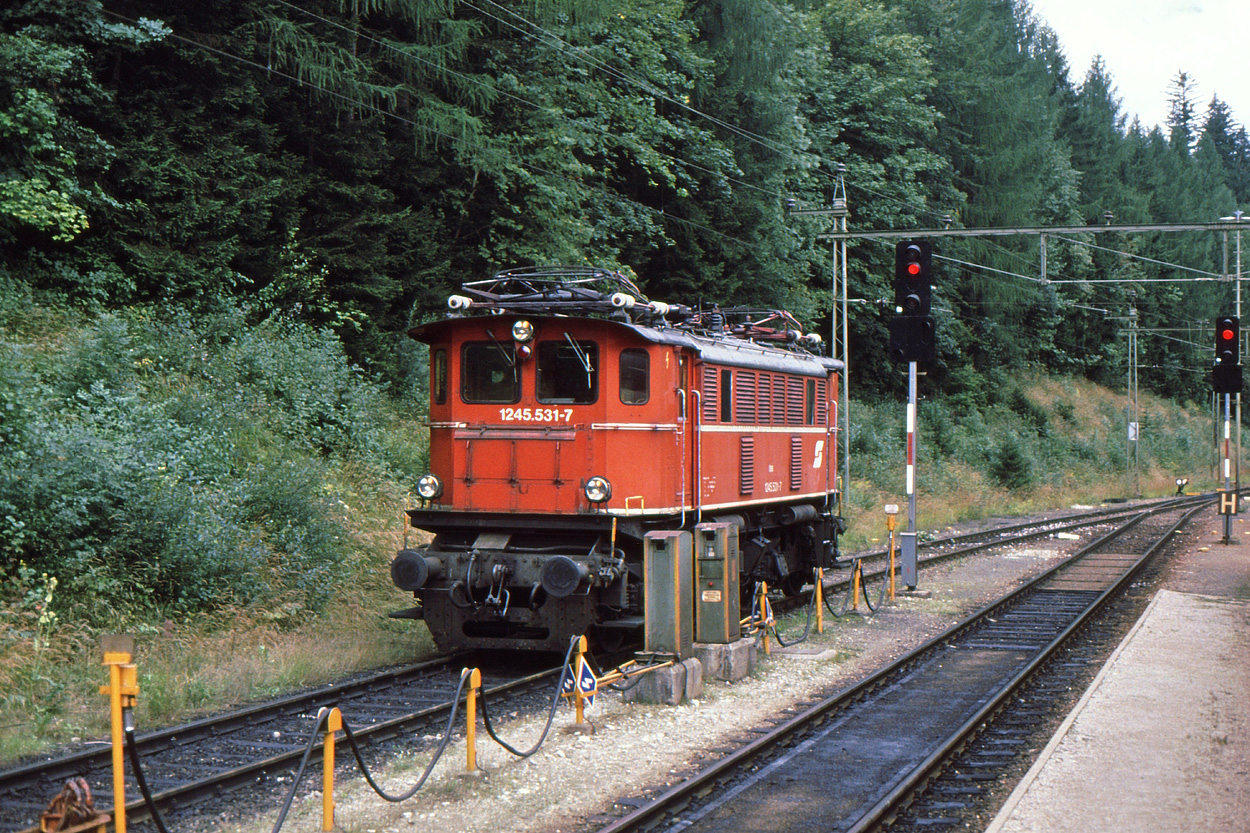
ÖBB 1245 in Bad Aussee, 1994
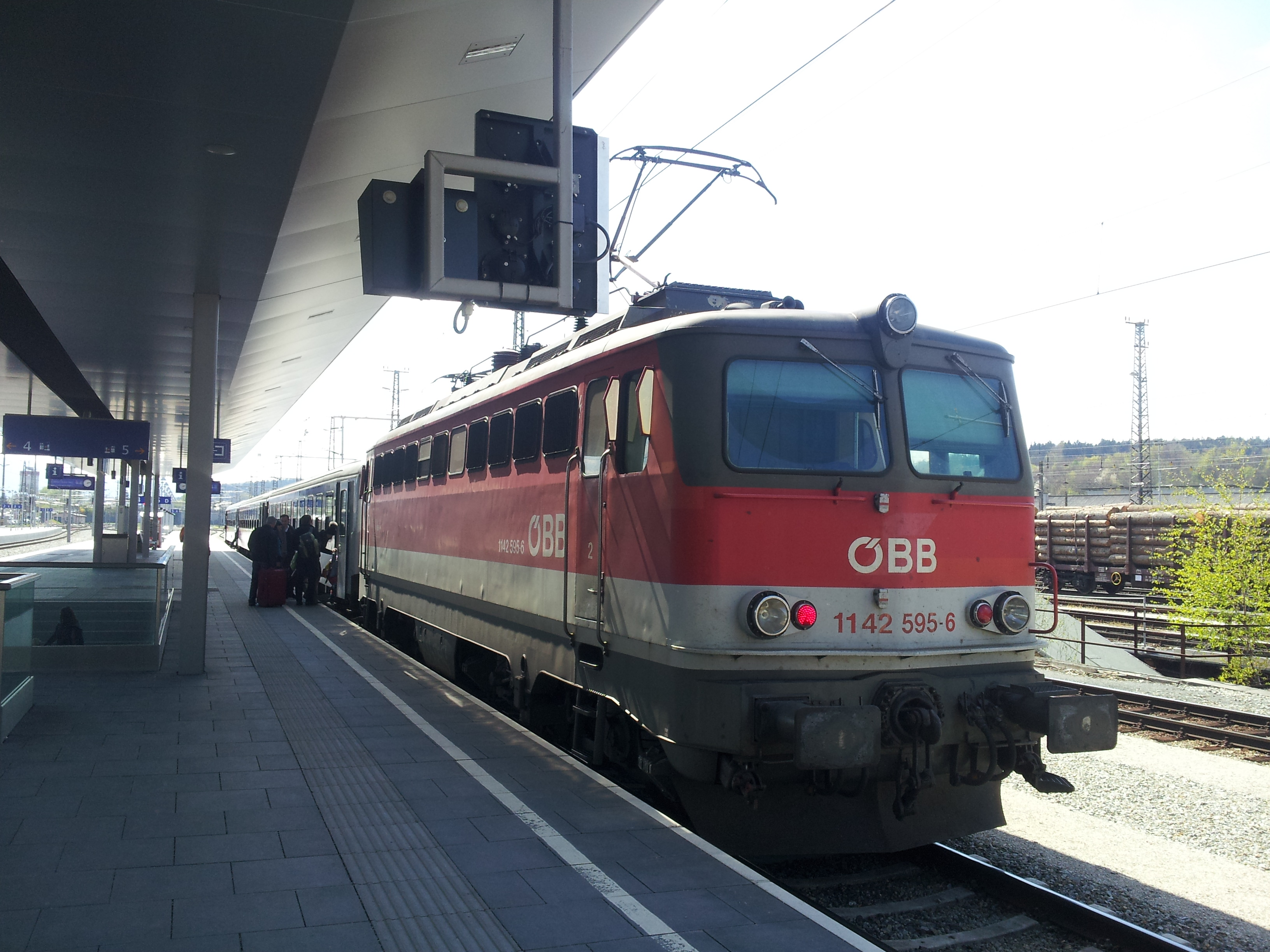
ÖBB 1142 am Bahnhof Attnang-Puchheim
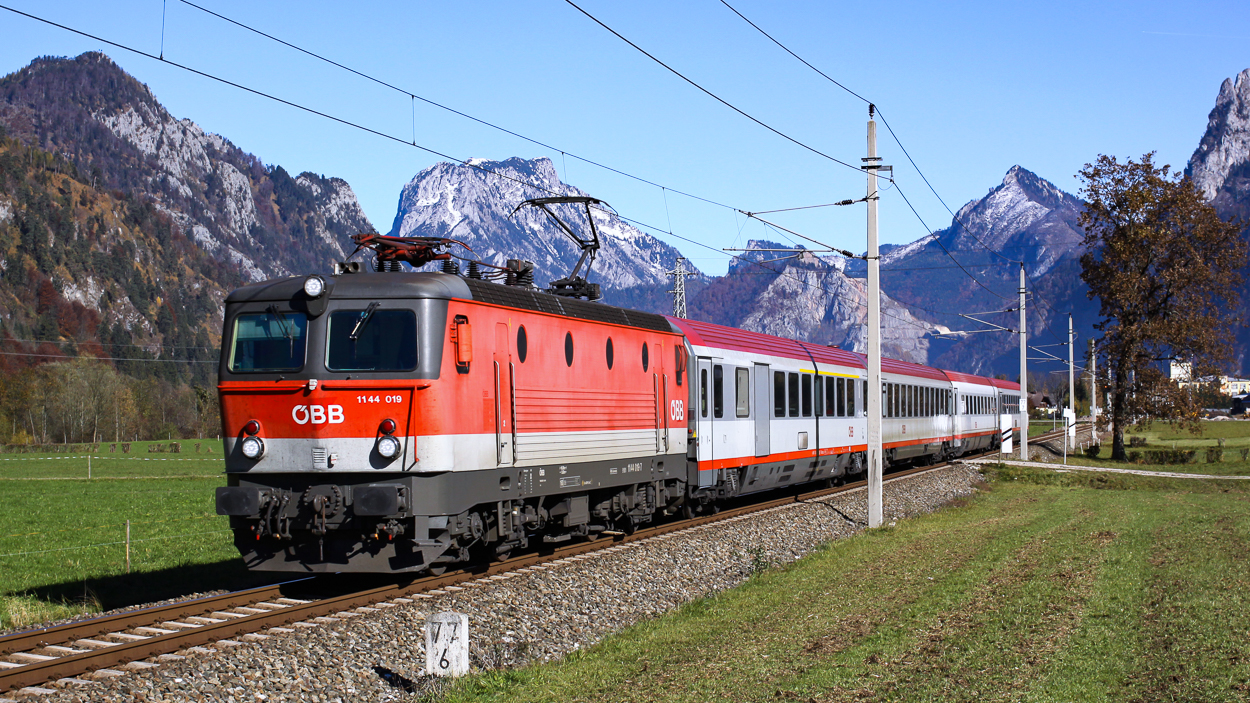
ÖBB 1144 mit aus Wien kommenden IC/REX hinter Ebensee, im Hintergrund der Traunstein

### Geschichte

#### Projekt der Ebensee–Ischl–Steger Bahn

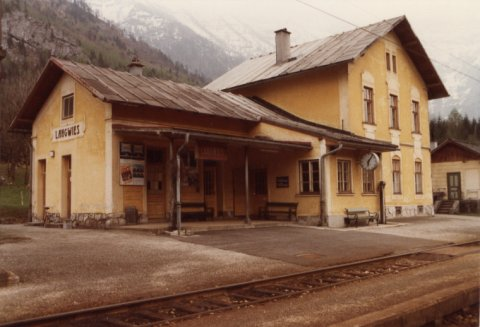
Aufnahmsgebäude Langwies aus der Bauzeit der Ebensee-Ischl-Steger Bahn (Foto von 1980)

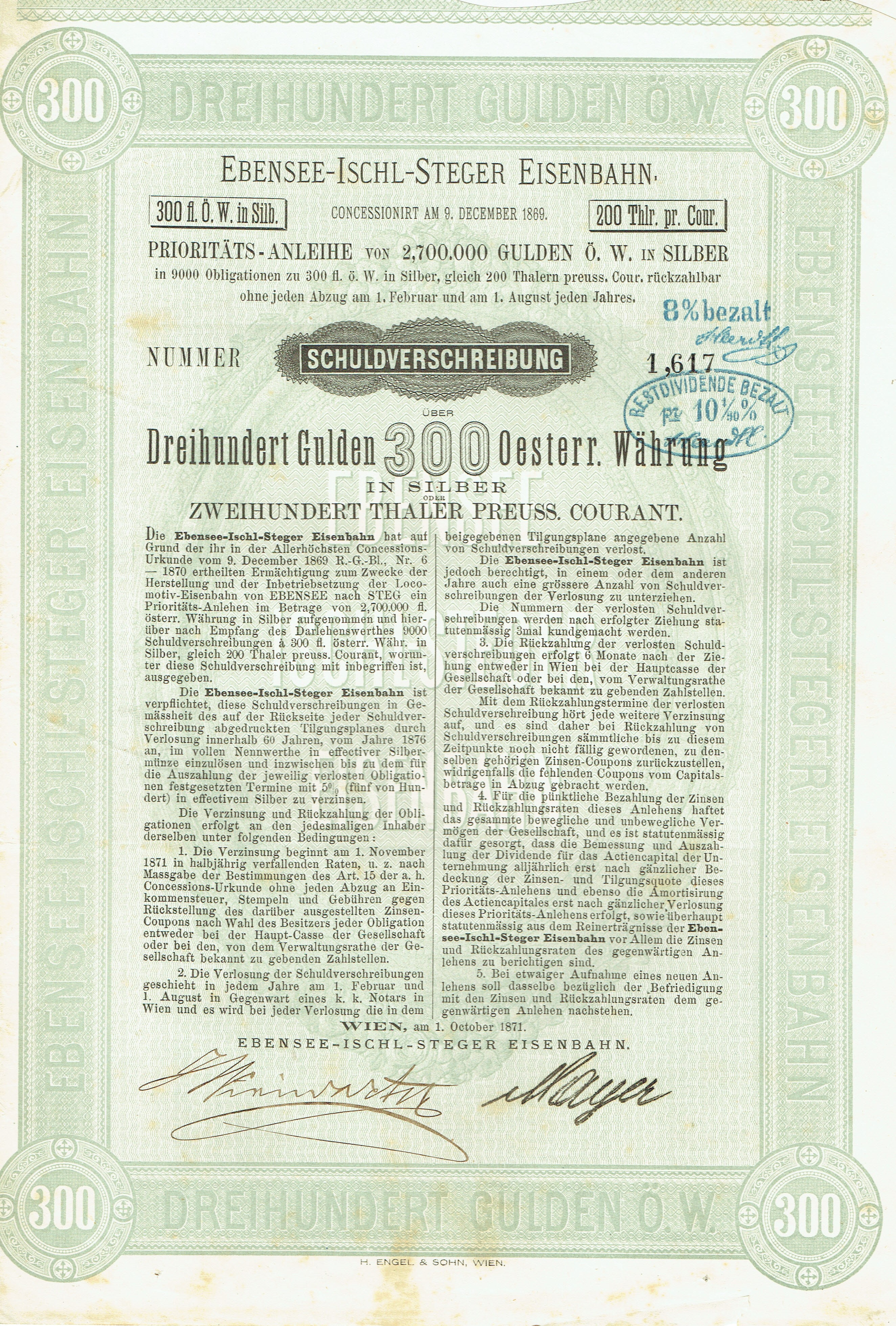
Schuldverschreibung über 300 Gulden ö. W. der Ebensee-Ischl-Steger Eisenbahn vom 1. Oktober 1871

Die Geschichte der Salzkammergutbahn ist – wie so vieles im Salzkammergut – eng mit der Salzgewinnung verknüpft. Die Salinenbetriebe in Bad Aussee, Bad Ischl und Ebensee benötigten in großem Ausmaß Brennstoffe für die Sudpfannen und mussten ihre Erzeugnisse verliefern. Der Transport des gewonnenen Salzes erfolgte bereits vor dem Bau der Salzkammergutbahn entlang und auf der Traun. Die ersten Planungen für die Salzkammergutbahn sahen deshalb auch die Einbindung der Wasserwege des Hallstätter Sees und Traunsees vor und hätte nur für den Landweg zwischen den beiden Seen eine Bahn vorgesehen. In Gmunden (heute Gmunden Seebahnhof der Eisenbahnstrecke Lambach–Gmunden), dem damaligen Endpunkt der Pferdeeisenbahn Budweis–Linz–Gmunden, wurde das Salz bereits vom Schiff auf die Bahn verladen. Am 9. Dezember 1869 wurde dafür eine Konzession für eine Locomotiv-Eisenbahn von Ebensee über Ischl nach Steg am Hallstädter See erteilt. Als Spurweite für dieses Projekt wurde jener der bereits existierenden Pferdeeisenbahn (1106 mm) vorgeschrieben. Die Konzession ging an die „k.k. privilegierte Ebensee-Ischl-Steger Eisenbahngesellschaft“. Der Bau des Abschnittes Ebensee–Ischl wurde 1872 begonnen mit geplanter Fertigstellung bis 30. Mai 1873. Für den Abschnitt Ischl–Steeg wurde Ende 1873 ins Auge gefasst. Als Folge der damaligen Weltwirtschaftskrise ging jedoch 1873 die finanzierende Bank zu Grunde und verlor ihre Konzession.

#### Bau der Strecke Stainach-Irdning – Schärding
Nach dem Verlust der Konzession der Ebensee-Ischl-Steger Bahn wurde bei den weiteren Planungen berücksichtigt, dass durch den enormen Bedarf an Brennstoffen zur Feuerung der Sudpfannen die immer knapper werdenden Wald- und Torfbestände nicht mehr ausreichten. Man wollte auf den Brennstoff Kohle ausweichen, der durch die Wolfsegg-Traunthaler Kohlenwerks-Gesellschaft im damals ergiebigen Braunkohlerevier Wolfsegg im Hausruck gewonnen wurde. Am 27. Mai 1875 erlange die k.k. privilegierten Kronprinz-Rudolf-Bahn die Konzession mit dem Recht zum Bau und Betrieb einer Locomotiv-Eisenbahn von Stainach nach Schärding.  Hinter dieser Gesellschaft standen der Waffenproduzent Josef Werndl und Georg Ritter von Aichinger, welche beide Besitzer der Wolfsegg-Traunthaler Kohlenwerke waren. Die Konzession umfasste folgende Strecken: Steinach – Schärding (über Aussee, Steg, Ischl, Ebensee, Attnang und Ried) nebst Flügelbahnen von Holzleiten nach Thomasroith und vom Stationsplatze Ebensee zur Saline und zum Traunsee. Damit umfasste sie auch den heute als Hausruckbahn bezeichneten Nordast der Salzkammergutbahn. Der Bau in Normalspur auf der heute noch weitgehend original bestehenden Trasse wurde noch 1875 in eingleisiger Ausführung begonnen. Der bis dahin fertiggestellte Unterbau sowie die errichteten Hochbauten der Ebensee-Ischl-Steeger Bahn wurden abgelöst und in das neue Normalspur-Projekt übernommen. Das heute noch erhaltene Aufnahmsgebäude im Bahnhof Langwies samt Wächterhaus geht noch auf die Pläne der Ebensee-Ischl-Steeger Bahn zurück, das Gebäude wurde Anfang des 20. Jahrhunderts mit Elementen des Jugendstils versehen.
Der Auftrag zum Bau der Strecke ging an das Bauunternehmen Carl Freiherr von Schwarz in Salzburg. Die 5.000 im Bauabschnitt Stainach – Ebensee beschäftigten Arbeiter kamen zum Großteil aus Südtirol, der Krain und Böhmen. Die Ausführung des Bahnprojektes stand unter der Leitung von Friedrich Ritter von Lößl. Dabei nutzte Lößl erstmals Höhenreliefs um das Gelände für die Bahntrasse zu modellieren sowie von ihm entwickelte Instrumente zur barometrischen Höhenmessung. Lößl wurde durch den Bahnbau in Bad Aussee sesshaft.

Die Hochbauten der Salzkammergutbahn sind dem Baustil des Historismus (Zeitraum: zweite Hälfte des 19. Jahrhunderts) zuzuordnen. Gut erhalten sind die Aufnahmsgebäude der Bahnhöfe Bad Ischl und Bad Aussee. Auch das Personalwohnhaus in Bad Ischl lässt die originalen Stilelemente noch deutlich erkennen. Der Bahnhof Stainach-Irdning war bereits mit der Eröffnung des eingleisigen Streckenabschnittes Bischofshofen – Selzthal der Salzburg-Tiroler Bahn im Jahre 1875 in Betrieb gegangen, musste aber wegen seiner neuen Funktion als Abzweig- und Gemeinschaftsbahnhof bis 1877 entsprechend erweitert werden, ebenso der bereits im Jahre 1860 eröffnete Bahnhof Attnang-Puchheim der Kaiserin Elisabeth-Bahn (Westbahn-Strecke).

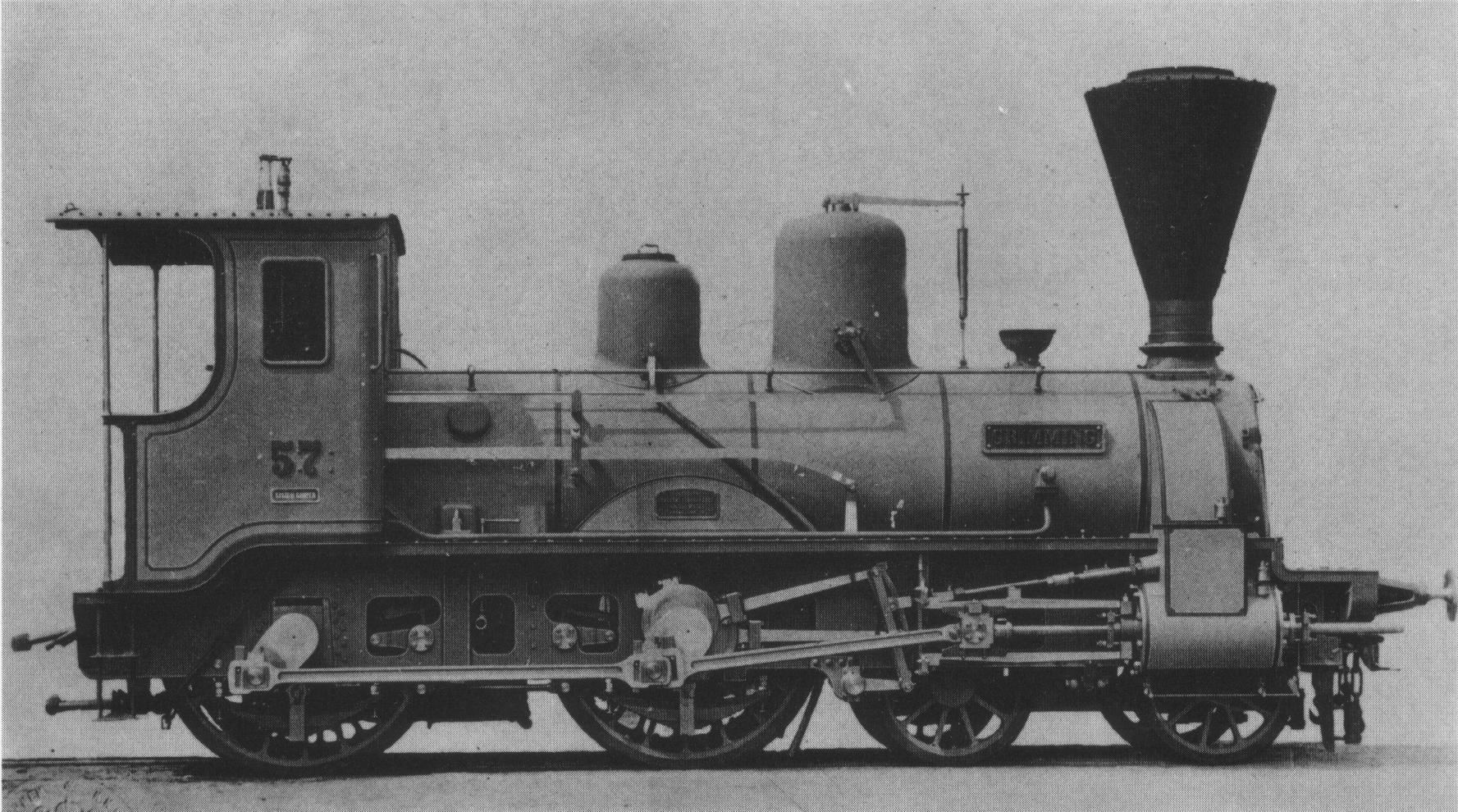
2’B - Personenzugslok „Grimming“ der KRB, später kkStB Reihe 1

Die feierliche Eröffnung der Salzkammergutbahn erfolgte schließlich mit der Fahrt des ersten fahrplanmäßigen Personenzuges am 23. Oktober 1877.. Alle Gemeinden an der Bahn – mit Ausnahme der Stadt Gmunden, welcher mit der Lage des Bahnhofs nicht einverstanden war – begrüßten den ersten, von der Lokomotive „Hallstatt“ gezogenen Personenzug mit Musik und Böllerschüssen. Mit Inbetriebnahme der Strecke verlor die vormalige Pferdebahn Lambach–Gmunden ihre Bedeutung als Salztransportweg und wurde zur Lokalbahn.
Um die Salzkammergutbahn ebenfalls mit der Hauptlinie der Kronprinz-Rudolph-Bahn von St. Valentin/Amstetten nach Tarvis anzubinden, wurde für den 18,4 km Abschnitt zwischen Stainach-Irdning und Selzthal mit der Kaiserin Elisabeth-Bahngesellschaft ein Péage-Vertrag abgeschlossen.
Die finanzielle Lage der Kronprinz-Rudolph-Bahngesellschaft verbesserte sich in den Folgejahren der Wirtschaftskrise 1873 kaum, bis schließlich ab 1881 der k.k. Staat die für ihn wirtschaftlich oder strategisch wichtigen Privatbahnen übernahm, darunter auch die Salzkammergutbahn. Diese bildeten den Grundstock der späteren k.k. Staatsbahnen.

#### Aufschwung zur Jahrhundertwende
Mit der Eröffnung der Salzkammergutbahn setzte auch der Fremdenverkehr im Salzkammergut im großen Stil ein, der schon bald eine der Haupteinnahmequellen der Bahnstrecke werden sollte. Ab der Eröffnung der Bahnstrecke benützte auch Kaiser Franz Joseph I. die Salzkammergutbahn regelmäßig zur Fahrt in seine Sommerresidenz nach Bad Ischl, ab 1891 mit dem eigens für ihn gebauten kaiserlichen Hofzug. Dementsprechend erfolgte ein steter Ausbau der Sicherungsanlagen, bis 1908 erhielten alle Bahnhöfe zwischen Attnang und Bad Ischl Stellwerke mit fernbedienten Weichen und bis 1912 erfolgte die Einrichtung eines Streckenblocks bis 

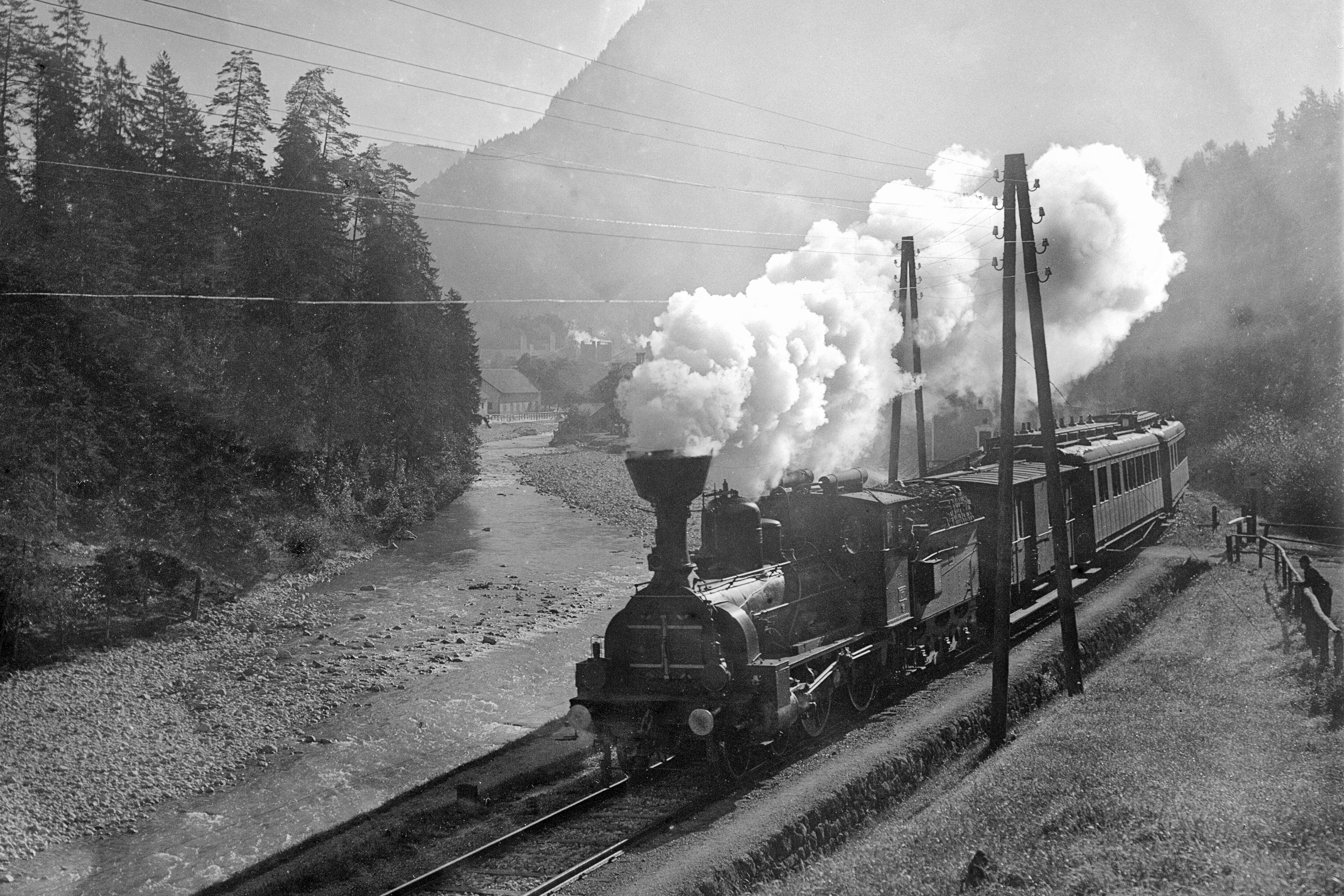
Schnellzug am Eingang zur Koppenschlucht bei Bad Aussee mit Lokomotive der Reihe 4 (1900)

Bad Ischl. Ebenfalls 1912 wurden alle Bahnhöfe der Salzkammergutbahn mit Ein- und Ausfahrsignalen ausgerüstet. Ab 1894 benützte die schmalspurige Salzkammergut-Lokalbahn im Abschnitt zwischen Bad Ischl-Frachtenbahnhof und dem Bahnhof Bad Ischl die Strecke der Salzkammergutbahn mittels eines Vierschienengleises mit, wobei auch ein Tunnel durchfahren wurde.
Im Gefolge des Hofes kamen auch zahlreiche Adelige, Industrielle und Künstler mit der Bahn zur Sommerfrische. Die Kurorte des Salzkammergutes waren mit Schnellzügen mit Schlaf- und Speisewagen verbunden, die k.k. Staatsbahnen brachten eigene Werbeplakate mit dem Sujet des Grundlsees heraus. Vor dem Ersten Weltkrieg gab es direkte Kurswagen von und nach Prag, Karlsbad, München, Regensburg und Frankfurt am Main. Ab dem Jahr 1908 führten die k.k.St.B. an den Wochenenden eigene Wintersport-Züge von Wien nach Bad Aussee über Selzthal, ein Zugeständnis der immer beliebter gewordenen Wintersportgebieten im Hinterberg und Ausseerland. Im Winterfahrplan 1913/14 verkehrten diese Züge an Werktagen vor Sonn- und Feiertagen und verließen Wien Westbahnhof um 17:35 Uhr. Ankunft in Bad Aussee war um 0:19 Uhr. Die generell immer schwerer werdenden Züge benötigten auf den Rampenstrecken nach Tauplitz und Mitterndorf zunehmend Schiebelokomotiven.
1897/98 wurde die Strecke in der Koppenschlucht und 1920 zwischen Kainisch und Bad Aussee durch Hochwässer der Traun jeweils stark beschädigt und längere Zeit gesperrt. Umfangreiche Trassenumlegungen waren zum Teil notwendig. 1918 und 1919 kam es durch den Kohlemangel zu Einstellungen und Einschränkungen des Zugbetriebs.

#### Elektrifizierung

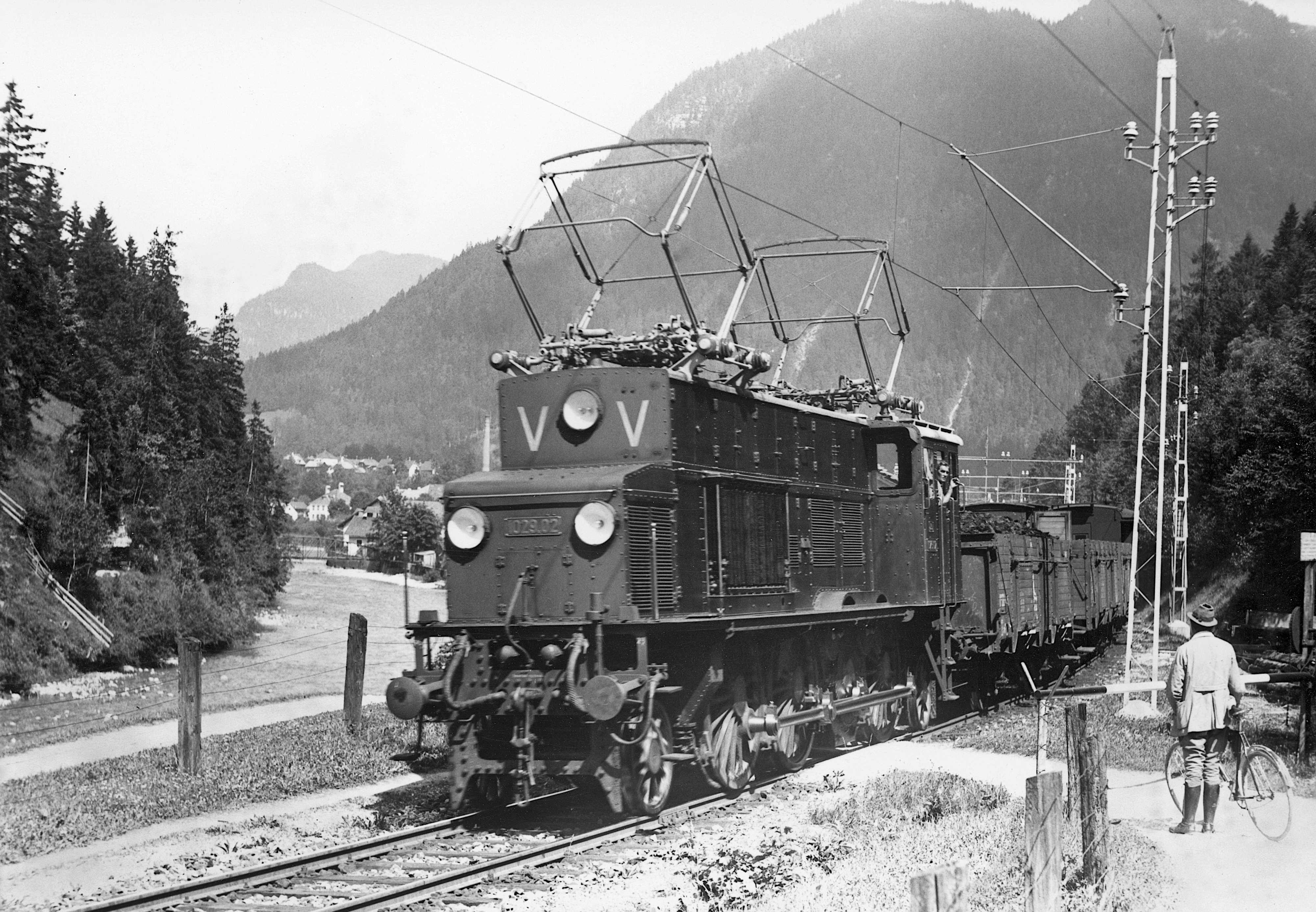
Güterzug mit Lok der Reihe 1029 bei Bad Aussee (1928)

Ab den 1920er Jahren wurde in Österreich damit begonnen, den Dampfbetrieb schrittweise durch den Elektrobetrieb abzulösen. Grund dafür war der extreme Kohlenmangel nach dem Wegfall der großen Kohlereviere in den ehemaligen Kronländern und die Ausnützung der reichlich vorhandenen inländischen Wasserkräfte.
Auch die Salzkammergutbahn wurde im Abschnitt Stainach-Irdning – Attnang-Puchheim elektrifiziert. Maßgeblicher Initiator dieses Vorhabens war Ing. Josef Stern, Inhaber des Planungsbüros, Elektrizitäts- und Bahnunternehmen Stern & Hafferl. Dieser setzte sich bereits ab 1909 für eine Elektrifizierung der Salzkammergutbahn ein, 1912 nahmen die k.k. Staatsbahnen dazu eigene Planungen auf. Auch der Lokomotivkonstrukteur Karl Gölsdorf setzte sich mit der Entwicklung geeigneter Elektrolokomotiven auseinander. Die Militärbehörden und das Finanzministerium vereitelten durch ihre Einsprüche eine vorzeitige Realisierung. 1921 wurde ein Stromliefervertrag zwischen den BBÖ und Stern & Hafferl geschlossen, im Jahr darauf die Arbeiten zur Elektrifizierung aufgenommen. Die Teilstrecke Stainach-Irdning – Bad Aussee wurde an die Österreichischen Brown-Boveri Werke, Bad Aussee – Ebensee an die Österreichischen Siemens-Schuckert Werke und Ebensee – Attnang-Puchheim an die AEG-Union vergeben. Diese verbauten teilweise ihre eigenen Systeme von Oberleitungen, so wurde die Kettenfahrleitung im Abschnitt der AEG-Union von Holzjochen, in den anderen Abschnitten von Stahlgittermasten getragen. Die erste Testfahrt mit einer elektrischen Lokomotive erfolgte in der Nacht vom 23. auf den 24. Dezember 1923 im Bahnhof Bad Aussee. Mit 24. Juli 1924 wurde die Elektrifizierung abgeschlossen und am 11. August in Bad Aussee der elektrische Betrieb feierlich eröffnet. War anfangs noch ein Mischbetrieb mit Dampflokomotiven notwendig, konnte nach der Auslieferung der Lokomotiven der Reihe 1029 ab Oktober 1924 der gesamte Reisezugverkehr elektrisch geführt werden. Als Energielieferant diente das damals von der Firma Stern & Hafferl betriebene Kraftwerk Steeg, das auch heute noch Strom für die Bahn liefert. Die 15-kV-Einspeisestelle befindet sich im Bahnhof Steeg-Gosau. Das für das Kraftwerk erforderliche Wasser entstammt einem Stauwerk des Gosaubaches oberhalb des Gosauzwanges. Ab 1927 kamen die lange vorherrschenden Lokomotiven der BBÖ Reihe 1170 (ÖBB 1045) zum Einsatz. Der elektrische Betrieb war ein Inselbetrieb. Erst 1940 wurde er mit der Elektrifizierung der Westbahn von Salzburg bis Attnang-Puchheim mit dem übrigen Netz verbunden. Am anderen Ende in Stainach-Irdning wurde die Strecke 1959 an das elektrische Netz angeschlossen. Ab den 1980er Jahren wurde die Oberleitung auf die wartungsärmere österreichische Regelfahrleitung umgebaut.

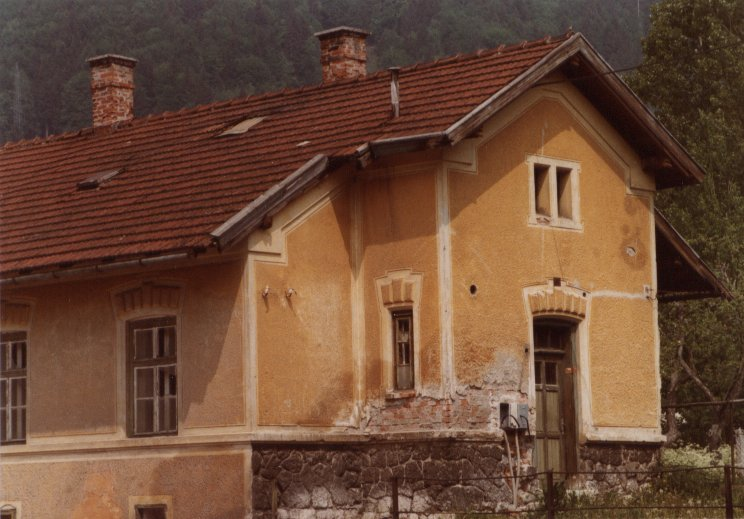
Personalwohngebäude der Salzkammergutbahn im Abzweigbahnhof Stainach-Irdning, Baustil: Historismus (1980)
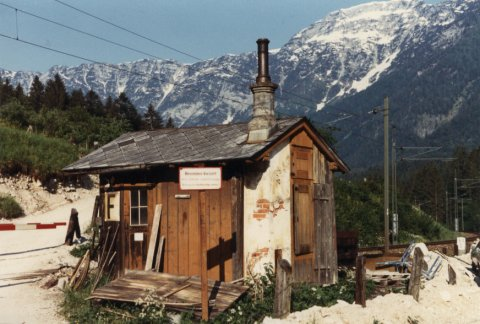
Schrankenwärterposten zwischen Bad Aussee und Obertraun, im Hintergrund der Sarstein (1980)
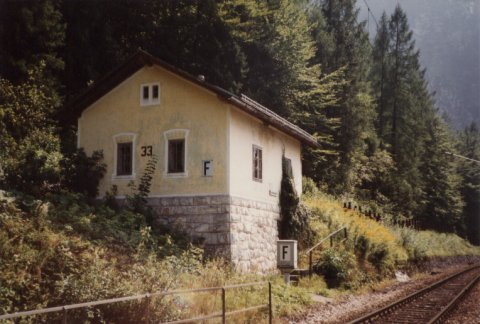
Streckenwächterhaus Nr. 33 zwischen Hallstatt und Obersee (1983)
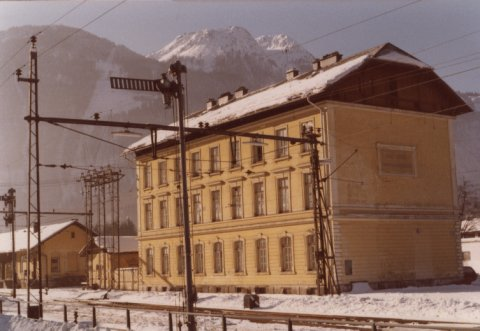
Bad Ischl Frachtenbahnhof, im Vordergrund ein stählernes Fahrleitungsjoch sowie ein Hauptsignal der Bauart k.k. Staatsbahn, im Hintergrund das Bergmassiv der Katrin (1979)
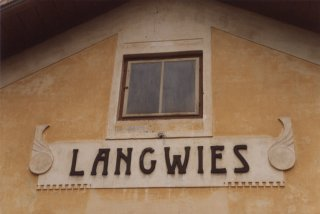
Aufschrift am Aufnahmsgebäude Langwies, mit Jugendstilelementen zu Beginn des 20. Jahrhunderts verziert (Foto von 1984)

#### Aktuelle Entwicklungen

Modernisierter Bahnhof Kainisch mit Warteraum und Mittelbahnsteig

2018 ist ein Investitionsprogramm im Umfang von 170 Millionen Euro angelaufen um zahlreiche Modernisierungsmaßnahmen durchzuführen um die Salzkammergutbahn zu attraktivieren. Damit soll in Zukunft die gesamte Betriebsführung zentral von einer Betriebsleitzentrale aus erfolgen, womit alle Bahnhöfe und Haltestellen unbesetzt sein werden. Dabei werden aber auch Komfort und Barrierefreiheit erhöht, indem alle Bahnhöfe mit barrierefreien Bahnsteigkanten, teilweise auch mit Mittelbahnsteigen, versehen werden. Bereits umgebaut sind 2022 Tauplitz, Bad Mitterndorf, Bad Mitterndorf-Heilbrunn, Kainisch, Goisern-Jodschwefelbad, Obertraun-Dachsteinhöhlen, Obertraun Koppenbrüllerhöhle, Traunkirchen und Traunkirchen Ort. Im Bau befinden sich Pinsdorf, Steinkogl, Lahnstein, Langwies und Mitterweißenbach.
Mit der Inbetriebnahme der Koralmbahn und der damit einhergehenden Neuordnung des inneralpinen Fernverkehrs werden ab 2026 die Züge der Salzkammergutbahn nach Selzthal durchgebunden, um dort einen Fernverkehrsanschluss auf der Relation Linz–Graz zu erreichen. Bis dahin soll es auch zu einem Stundentakt im Abschnitt Attnang-Puchheim – Bad Aussee kommen. Im Abschnitt Bad Aussee – Stainach-Irdning – Selzthal ist weiterhin ein Zweistundentakt vorgesehen. Zur Ermöglichung des Stundentaktes werden die Züge in Zukunft in Traunkirchen, Bad Ischl Frachtenbahnhof (Aufwertung als Haltepunkt für den Personenverkehr), Obertraun-Dachsteinhöhlen und Bad Mitterndorf kreuzen. Des Weiteren werden die Haltestellen Lahnstein und Langwies (seit Fahrplanwechsel 2021) sowie Mitterweißenbach (seit Fahrplanwechsel 2019) nicht mehr bedient. Zusätzliche Verbindungen könnten aber bereits vor 2026 unter anderem aufgrund der stark steigenden Fahrgastzahlen in Hallstatt realisiert werden.

## Hausruckbahn

### Verkehr
Im Nordast, der Hausruckbahn, wird wochentags ein Stundentakt mit Regionalzügen am Nachmittag und ein Zweistundentakt am Vormittag angeboten. Dazu kommen noch einzelne Zugpaare in den Morgenstunden. Hier bilden hauptsächlich Pendler von und nach Ried die Hauptzielgruppe im Personenverkehr. Am Wochenende wird ein annähernder Zweistundentakt am Nachmittag und einzelne Zugpaare am Vormittag angeboten.
Zwischen Ried im Innkreis und Schärding fährt jeden Werktag außer Samstag ein Fahrverschubszug, welcher dortige Anschlussbahnen bedient und diverse Militärfahrzeuge von und zur 4. Panzerbrigade in Ried transportiert. Dieser Zug wird von den ÖBB selbst abgewickelt.
Auf dem Abschnitt Attnang-Puchheim — Ried im Innkreis wurde mit Fahrplanwechsel 2022 der planmäßige Güterverkehr eingestellt. Der zuletzt in der Mittagszeit über den Hausruck geführte Ganzzug wird nun über Wels geführt.

### Streckenführung
Die Hausruckbahn beginnt in Attnang-Puchheim als Nordast der Salzkammergutbahn bei Kilometer 107,580 und endet in Schärding mit Kilometer 174,438. Beginnend in Attnang-Puchheim auf 415 m Seehöhe steigt sie stetig an und erreicht den höchsten Punkt mit 611 m im Hausrucktunnel. Schärding als Endpunkt der Gesamtstrecke bildet mit 318 m den tiefsten Punkt der gesamten Linie.

#### Attnang-Puchheim bis Ried im Innkreis
Das weite Agertal wird gequert und unmittelbar nach dem Ostkopf des Knotenbahnhofs Attnang-Puchheim nordwärts dem Ottnanger Redlbachtal am Osthang gefolgt. Um Höhe für den Aufstieg zum Hausruckkamm zu gewinnen, holt die Strecke nach Ottnang weit aus und durchfährt bei Englfing (Gemeinde Ottnang) eine Schleife in einen Seitengraben hinein, auch Rackeringer-Bogen aufgrund der kleinen Ortschaft in ebendiesem Graben. Der Scheitelpunkt der Strecke wird im Hausrucktunnel auf 610 m ü. A. bei Holzleithen erreicht. Auf der Hausruck-Nordseite geht es nun fernab von Eberschwang mittels Querung bzw. kurzer Ausnutzung zahlreicher kleiner Bachtäler hinab nach Ried im Innkreis, wobei die Strecke zwischen Attnang-Puchheim und Ried insgesamt zum Teil Steigungen und Gefälle von bis zu 15 ‰ aufweist.

#### Ried im Innkreis bis Schärding
Ab Ried im Innkreis verläuft die Strecke gerade und ohne größere Steigungen durch das weite Tal der Antiesen und – ab etwa Antiesenhofen – des Inns. Zwischen Hart im Innkreis und Antiesenhofen gilt hier auch auf einer Strecke von ~2 km die höchste zugelassene Höchstgeschwindigkeit der Strecke von 100 km/h. Technisch ungesicherte Eisenbahnkreuzungen verhindern jedoch teilweise höhere Geschwindigkeiten als 80 km/h. Auf den letzten 3 km wurde ab Gopperding das ursprüngliche Gleis abgetragen. Hier wird die Trasse der Passauerbahn mitbenutzt.

#### Sehenswertes
Die Hausruckbahn erschließt zwischen Attnang-Puchheim und Schärding einige Sehenswürdigkeiten. Die Bahnfahrt ist aussichtsreich, da es kaum sichtbehindernde Lärmschutzwände gibt.
| Haltepunkt    | Haltepunkttyp | km  | Sehenswürdigkeit                                                                                           |
| ------------- | ------------- | --- | --- |
| Holzleithen   | Haltestelle   | 124 | Wander- und Radweg samt Schautafeln auf der ehemaligen Stichbahntrasse zum Braunkohlerevier in Thomasroith |
| Aurolzmünster | Haltestelle   | 147 | Schloss Aurolzmünster                                                                                      |

### Fahrzeugeinsatz

#### Aktuell
Die nicht elektrifizierte Hausruckbahn, die im Vergleich zur Salzkammergutbahn ein geringeres Fahrgastaufkommen (etwa 1200 Fahrgäste pro Tag mit Stand 2025) aufweist, fahren im Personenverkehr ausschließlich Dieseltriebwagen des Typs ÖBB 5047. Es gibt zurzeit keine Züge, welche die Gesamtstrecke Stainach-Irdning – Schärding befahren.
Auf der Hausruckbahn wickelt die ÖBB den Güterverkehr selbst ab.

#### Historisch
Zur Zeit des Dampfbetriebs kamen vorwiegend Loks der ehemaligen Kronprinz Rudolfs-Bahn (u. a. die späteren k.k.St.B. Reihen 1.0, 4, 29.0 und die von der KEB stammenden Güterzugsloks der Reihe 47) zum Einsatz, nach der Jahrhundertwende vorwiegend die modernen Tenderloks der Reihe 229 und 629 der k.k. Staatsbahnen. Durch den eher schwachen Verkehr hielten sich die ehemaligen Rudolfsbahn- und KEB-Loks im Güterverkehr und Verschub teilweise bis zur Elektrifizierung in den 1920er Jahren.
Auf der Hausruckbahn wurden mit Ende der Dampftraktion in Attnang-Puchheim Schienenbusse der Reihe 5081 eingesetzt. Ein Zugpaar wurde bis zum Fahrplanwechsel 2005/2006 mit Loks der Reihe 2043 und Schlierenwagen bespannt. Seit den neunziger Jahren verkehren hier die Triebwagen der Reihe 5047. Nach Einstellung des lokbespannten Zugpaares fahren sie ausschließlich im Personenverkehr. Im Fahrverschub wurden bis 2016 noch fallweise Loks der Reihe 2043 eingesetzt.

### Geschichte
Die Hausruckbahn wurde als Nordast der Salzkammergutbahn errichtet (siehe Geschichte der Salzkammergutbahn). Im Unterschied zum Südast blieb bis zur Gegenwart die Hausruckbahn ohne Elektrobetrieb und in Dieseltraktion befahren. Allerdings wurden im Jahr 1983 vorbereitende Maßnahmen zur Elektrifizierung getroffen, wie die Abtragung einer zu niedrigen Straßenüberführung sowie die Tieferlegung der Fahrbahn im Hausrucktunnel um einen halben Meter. Das ursprüngliche Sohlgewölbe wurde entfernt und gegen eine Stahlbetonplatte ersetzt. Anstelle eines klassischen Schotteroberbaus wurde eine Feste Fahrbahn errichtet.

#### Aktuelle Entwicklungen
Von früheren Investitionen in Streckenblock, ferngestellte Weichen und Lichtsignalen blieb die Hausruckbahn weitgehend ausgenommen. Bis in die frühen 2000er hatten alle Bahnhöfe zwischen Attnang-Puchheim und Schärding, außer St. Martin und Ried auf der Schärdinger Seite, ausnahmslos Formsignale. Die Bahnhöfe Ottnang-Wolfsegg, Hausruck, Eberschwang und Antiesenhofen hatten zudem auch ausnahmslos ortsbediente schlossgesperrte Weichen. Streckenblock existierte nur zwischen Attnang-Puchheim und Ottnang-Wolfsegg sowie Ried im Innkreis und St. Martin. Dieser war, wie auch auf dem gesamten Südast, als ZG-Block ausgeführt.
Bereits 1994 wurden die Bahnhöfe Eberschwang und Holzleiten unbesetzt und stellwerksseitig durchgestellt. Seither war Hausruck mit einem Geschäftsführer besetzt.
In den 2000er Jahren wurden Modernisierungsmaßnahmen an der Stellwerks- und Signaltechnik vorgenommen. So wurde in Ried ein elektronisches und in Antiesenhofen und Ottnang-Wolfsegg ein elektrisches Stellwerk mit Lichtsignalen in Betrieb genommen. Seither wird in Antiesenhofen und Ottnang-Wolfsegg je Bahnhofskopf eine Weiche ferngestellt, um die Zugkreuzungen rascher abzuwickeln.
Am Nordast (Hausruckbahn) wurden von 2010 bis 2020 alle Bahnhöfe mit Ausnahme Ottnang-Wolfsegg, Ried im Innkreis, St. Martin im Innkreis und Antiesenhofen zu Haltestellen degradiert. Dazu wurden bis auf das Durchgangsgleis die gesamte Gleisanlage abgetragen und Signalanlagen entfernt. Die ehemaligen Bahnhöfe Aurolzmünster und Suben wurde bereits Jahre zuvor zu einer Haltestelle. Die Ladegleise des früheren Bahnhofs Aurolzmünster wurden weiterhin genutzt. Heute ist am Standort des früheren Bahnhofs eine Anschlussbahn.
Planmäßige Zugkreuzungen finden in den noch bestehenden Bahnhöfen mit Ausnahme von St. Martin statt, wo nur fallweise bei Verspätungen und mit dem wochentags verkehrenden Fahrverschub gekreuzt wird.
In den letzten Jahren wurden auch auf der Hausruckbahn Investitionen zum Erhalt der Infrastruktur getätigt. So erfolgte im Bereich der Bahnhöfe Hausruck und Ottnang-Wolfsegg jeweils eine Gleisneulage mit Betonschwellen. In Hausruck ist seither nur mehr das eine Durchgangsgleis vorhanden. In Ottnang wurden auch sämtliche Weichen getauscht. Weiters wurden auch diverse Brücken und Durchlässe saniert. Da zwischen 1938 und 1945 fast durchgehend Stahlschwellen auf dem Nordast gelegt wurden, war der Oberbau, anders als auf diversen anderen Sekundärbahnen, über Jahre hinweg in einem verhältnismäßig guten Zustand.